# Charlotte Perkins Gilman
Pour les articles homonymes, voir Gilman.
Charlotte Perkins Gilman, née le 3 juillet 1860 à Hartford dans l'État du Connecticut et morte le 17 août 1935 à Pasadena dans l'État de la Californie, est une essayiste, romancière, nouvelliste, poète, conférencière, diariste, journaliste, économiste progressiste, et directrice de publication américaine.
Elle est avec Jane Addams une des cofondatrices et animatrices du Woman's Peace Party.
Par son œuvre et ses conférences, elle est une des figures majeures du mouvement féministe, suffragiste et de la philosophie sociale américaine du début du XXe siècle.
Oubliée après sa mort, elle est redécouverte par les mouvements féministes des années 1970.
Son roman Herland publié en 1915, est l'un des plus connus des premiers romans de science-fiction féministe et utopiques écrits par une femme. Comme nombre de ses écrits, il est d'abord paru dans le Forerunner, le magazine féministe américain dirigé par Charlotte Perkins Gilman.

## Biographie

### Jeunesse et formation

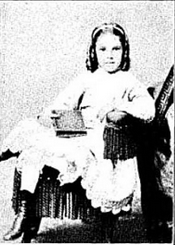
Photographie de Charlotte Perkins à l'âge de huit ans

Charlotte Perkins Gilman, née Charlotte Anna Perkins est la troisième des quatre enfants de Mary Perkins (de son nom de jeune fille Mary Fitch Westcott) et de Frederic Beecher Perkins (en), un bibliothécaire et éditeur. Son père, Frederick Beecher Perkins est le petit-fils de Lyman Beecher, le patriarche de la Beecher family (en), le neveu de Harriet Beecher Stowe, de Henry Ward Beecher, de Catharine Beecher et de Isabella Beecher Hooker tous sont des réformistes abolitionnistes et pour le droit de vote des femmes,.
Sa mère, Mary Perkins est la fille de Clarissa Fitch Westcott et d'un planteur de Providence, Henry Westscott, membre de l’église unitarienne. Mary fut une enfant mal aimée, sa mère était trop jeune pour lui donner un amour maternel digne de ce nom et son père trop âgé, carences affectives qui joueront sur sa relation avec sa fille Charlotte. Mary épouse Frederic Beecher Perkins le 21 mai 1857 à l'âge de 29 ans .
Des quatre enfants du couple Perkins, seuls survivront Charlotte et son frère Thomas Adie, âgé de 14 mois de plus qu'elle. Alors que son père apprend que son épouse ne peut plus avoir d'enfants au risque de se mettre en danger, en 1869, il abandonne sa famille, la laissant dans la précarité,. Le divorce est prononcé en 1873. La séparation de ses parents et l'irresponsabilité de son père questionne Charlotte sur la sanctification de la famille et de sa mythologie, ainsi que du rôle de la femme au sein du foyer
Mary Perkins n'est pas en mesure d'assurer le quotidien de ses enfants, mais heureusement la famille Beecher la soutient malgré le divorce entre elle et Frederic Beecher Perkins, et plus particulièrement par les tantes de son époux : Harriet, Isabella et Catharine Beecher.
À l'âge de cinq ans, alors que sa mère est malade, Charlotte Perkins Gilman apprend à lire seule et commence à révéler son goût pour la lecture et lira régulièrement les numéros du magazine Our Young Folks (en), version pour enfants du mensuel Atlantic Monthly dans lesquels écrit sa tante Harriet qui devient rapidement son modèle. À l'âge de huit ans, elle dévore Oliver Twist de Charles Dickens et va s'inventer un royaume imaginaire sur lequel, à l'instar d'Oliver Twist, elle règne. Pendant cinq ans, elle va nourrir ses rêveries et commence à écrire des esquisses de contes de fées où le personnage principal est une princesse dotée de pouvoirs magiques qui soumet les forces maléfiques et mène les enfants malheureux vers un paradis situé dans les mers du sud. Mais sa mère lui demande de mettre un terme à ses rêveries. Certes, Charlotte obéit mais cet épisode va la marquer dans sa lutte tout au long de sa vie contre toutes les formes d'oppression,.
Son sens de la liberté va s'affirmer pendant son adolescence, et va guider ses lectures notamment les romans de Walter Scott, de Louisa May Alcott, d'Adeline Dutton Train Whitney (en) et de Charles Dickens, les essais de Ralph Waldo Emerson et de James Freeman Clarke. À ses 17 ans, elle écrit à son père bibliothécaire pour qu'il lui indique des titres de livres correspondant à ses centres d'intérêt, il lui répond en lui envoyant une liste d'essais divers sur l’anthropologie, l'ethnologie et les récentes études sur l'évolution. En 1878, elle parfait son éducation en entrant à l'École de design de Rhode Island, elle en sort diplômée pour ses 20 ans en 1880. Pendant ses années de formation elle a noué des amitiés dans le milieu du transcendantalisme en fréquentant le Transcendental Club (en) de Boston. Sur le plan spirituel, elle adhère aux valeurs des unitariens et en la croyance en un Dieu immanent et rationnel et que le premier devoir des êtres humains est de travailler à l'amélioration de la justice sociale.

### Carrière

#### Un mariage incertain
Une fois diplômée, Charlotte Perkins aspire à une vie consacrée à la littérature d'une manière ou d'un autre, elle envisage d'être préceptrice ou critique littéraire. À cette époque, il était très difficile pour une femme de concilier les rôles d'épouse et de mère avec une carrière professionnelle, sa tante Harriet Beecher Stowe, fait partie des rares femmes qui ont pu mener de front les trois. Elle refuse le port du corset et les diktats de la mode féminine, et entretient sa forme en suivant un programme d'exercices physiques. Alors qu'elle est en quête de son indépendance, elle prend conscience qu'il lui est difficile de faire fi de la pression sociale qui pousse les femmes au mariage, c'est dans ces circonstances qu'elle rencontre en 1881, l'artiste peintre Charles Walter Stetson (en) qui tombe amoureux d'elle et la demande en mariage, dans un premier temps elle décline la proposition, ne voulant pas répéter les erreurs de ses parents ; mais face à sa cour insistante Charlotte Perkins capitule et elle l'épouse le 2 mai 1884 à Providence, non par amour mais par convention, tout en sachant qu'elle ne sera jamais heureuse dans le mariage et quelques jours avant les noces, Charlotte Perkins avait lu The Subjection of Women - De l’assujettissement des femmes de John Stuart Mill,.

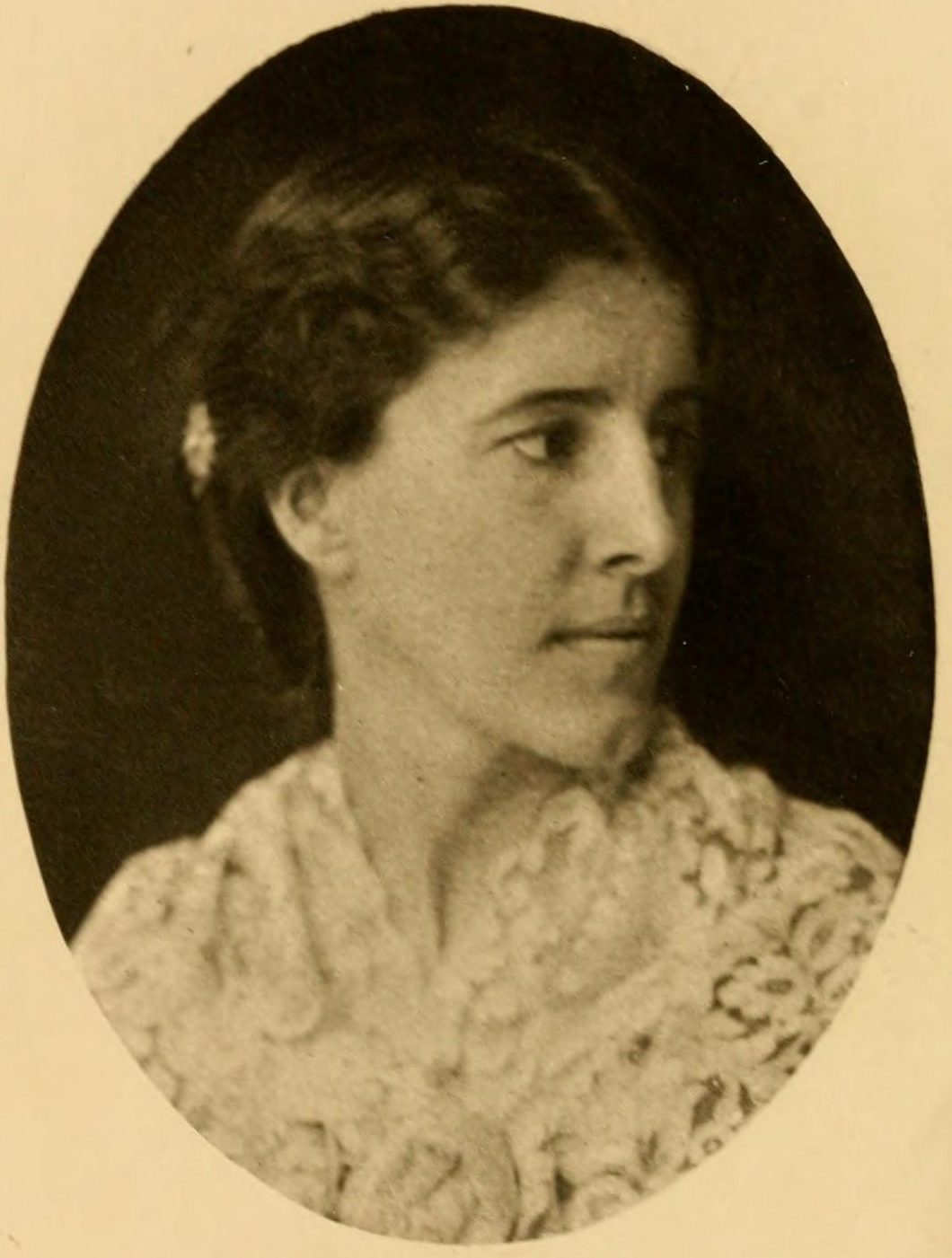
Photographie de Charlotte Perkins Gilman

Après une courte lune de miel, le couple s'installe dans la routine de la vie domestique dans un petit trois pièces à Providence. Il s'avère que son époux ne lui donne ni l'affection, ni la tendresse qu'elle attendait, échec que reconnait également Charles Walter Stetson qui avoue que sachant ce qu'il sait, il ne se serait jamais marié. Après la naissance de leur fille Katherine le 25 mars 1885, les problèmes du couple s'amplifient, Charlotte Perkins se demande comment assumer les doubles tâches de mère et d'épouse, elle ne sent pas épaulée. En août 1885, Walter Stetson lui propose de lui rendre sa liberté... La santé de Charlotte décline et à la fin de l'année 1885, sur les conseils de son médecin elle part se retirer avec sa fille auprès de la famille de son amie d'enfance, la poète Grace Ellery Channing (en) à Pasadena dans la lointaine Californie,,.

#### Les débuts littéraires à Providence

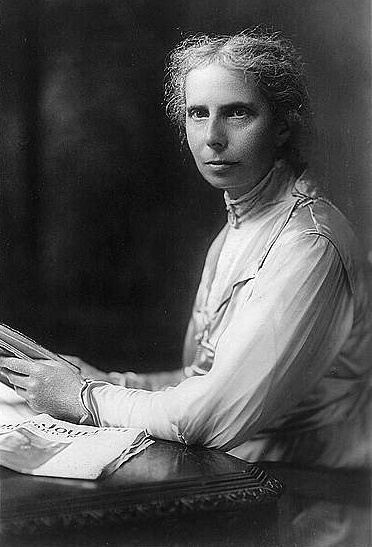
Alice Stone Blackwell

Charlotte Perkins souffrait d'une dépression post-partum, épisode relativement courant quand la maternité vient invalider des perspectives de création littéraire et / ou de carrière professionnelle. C'est pour se remettre de cet état que Charlotte Perkins est partie à Pasadena. Une fois arrivée, elle commence à correspondre avec Grace Ellery Channing et se remet à la peinture. En 1887, elle revient dans son foyer à Providence où elle est soignée par son médecin de famille qui la traite pour des troubles hystériques et son mari visiblement dépassé n'est même plus capable d'assurer un minimum de revenu et en même temps refuse qu'elle puisse travailler. Lassée, elle reprend contact auprès d'Alice Stone Blackwell qui va l'aider à publier des articles dans les colonnes du Providence Journal, un hebdomadaire de Providence, relais d'opinion du syndicat des Chevaliers du travail, elle y publie des articles et des poèmes, tout en approfondissant ses connaissances des luttes ouvrières et de leurs instances représentatives.
Charlotte Perkins reprend ses publications de poèmes au sein du Woman's Journal, l'organe officiel de l'American Woman Suffrage Association dans lequel elle avait publié son premier poème In Duty Bound en décembre 1883.

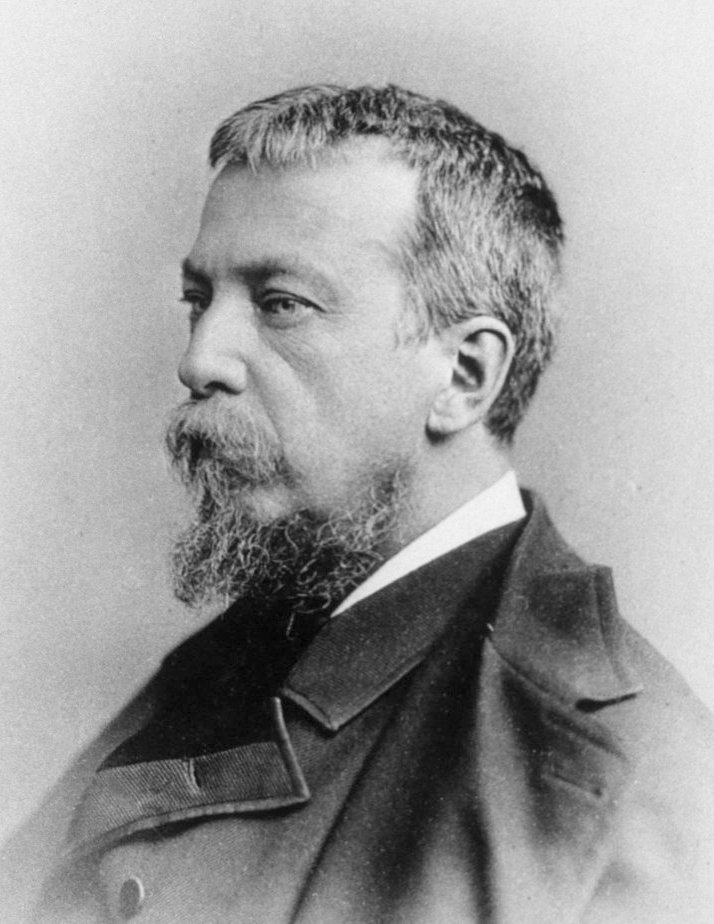
Photographie de Silas Weir Mitchell prise en 1881

Si Charlotte Perkins retrouve l'énergie nécessaire pour faire de la gymnastique, travailler et écrire en revanche elle n'arrive pas à surmonter sa dépression post-partum pour tout ce qui touche la vie domestique, aussi se décide-t-elle, en avril 1887, à consulter le docteur Silas Weir Mitchell, considéré comme étant l'un des meilleurs spécialistes des troubles psychiques. La méthode thérapeutique du docteur Mitchell consistait à ramener ses patientes à une docilité d'enfant, car comme nombre de ses confrères il considérait que les maladies féminines de cette sorte étaient liées à un sentiment de culpabilité à ne pouvoir remplir leur devoir d'épouse et de mère, ainsi il invite Charlotte Perkins à se consacrer aux tâches domestiques à ne jamais se séparer de son enfant, de faire une sieste après chaque repas, de ne consacrer pas plus deux heures à des activités intellectuelles et surtout de ne toucher ni plume, ni pinceau, ni crayon de toute sa vie... Son diagnostic comme ses prescriptions sont basées sur l'incapacité supposée de Charlotte à être une femme, c'est-à-dire à être docile et vivre dans le sacrifice de soi. Le docteur Mitchell épouse les stéréotypes des rôles sociaux de la femme de son temps, une femme doit se consacrer à son foyer, être toujours souriante et de bonne humeur. Le docteur Mitchell déclarait devant des étudiants du Radcliffe Institute for Advanced Study qu'il ne voulait pas plus de femmes juristes, pasteurs, conférencières qu'il ne voulait voir des hommes couturiers ou bonnes d'enfant, que l'éducation des femmes devait être centrée sur le soin des enfants et les arts ménagers et que les jeunes femmes de moins de 17 ans devaient utiliser leur cervelle avec modération sinon elles mettaient en danger leur santé et leur futur. Ce poids du conformisme social déclenchait chez les femmes qui voulaient s'émanciper des conflits internes plus ou moins intenses et plus ou moins graves psychologiquement. C'est ainsi que sont rapportés de nombreux cas de femmes atteintes de troubles dépressifs, hystériques, bi-polaires dans la période qui s'étale de la seconde moitié du XIXe siècle à la première Guerre mondiale. Et pour que la cure puisse aboutir, et que Charlotte puisse retrouver son équilibre mental il lui faut, avec humilité, reconnaître la bénédiction qu'est le fait de se dévouer à son rôle de mère et d'épouse,. Charlotte rapportera les effets dévastateurs de ce genre de thérapie, dans sa nouvelle gothique The Giant Wistaria (inspirée d'une nouvelle de fantômes (Ghost story) de Frank Leslie qu'elle avait lue dans le Century), les premières esquisses de The Giant Wisteria datent 1886 avant et durant la période de sa prise en charge par le docteur Silas Weir Mitchell, elle en achève l'écriture en 1890, et la nouvelle sera publiée en juin 1891 dans le mensuel littéraire The New England Magazine (en),,. Plus tard en 1913, Charlotte fustigera les cures du docteur Weir Mitchell qui mènent à la folie, à la ruine mentale des femmes qui suivent ses conseils,.
À la sortie de sa cure, à la fin de l'année 1887, Charlotte et son époux Charles Walter Stetson décident d'un commun accord de se séparer et en 1888, elle part avec sa fille à Pasadena pour profiter de la chaleur du soleil et de l'amitié de Grace Ellery Channing.

#### Le retour à Pasadena
Les Channing ont trouvé une maison pour Charlotte Perkins et sa fille à Pasadena pour un loyer mensuel de 10 $. Pour subvenir à ses besoins et ceux de sa fille Katherine, Charlotte donne des leçons particulières d'arts plastiques et vend des articles et des poèmes. Elle commence à rédiger les deux écrits qui vont la rendre célèbre la nouvelle The Yellow Wallpaper (Le Papier peint jaune), et le poème Similar Cases,.

#### The Yellow Wallpaper

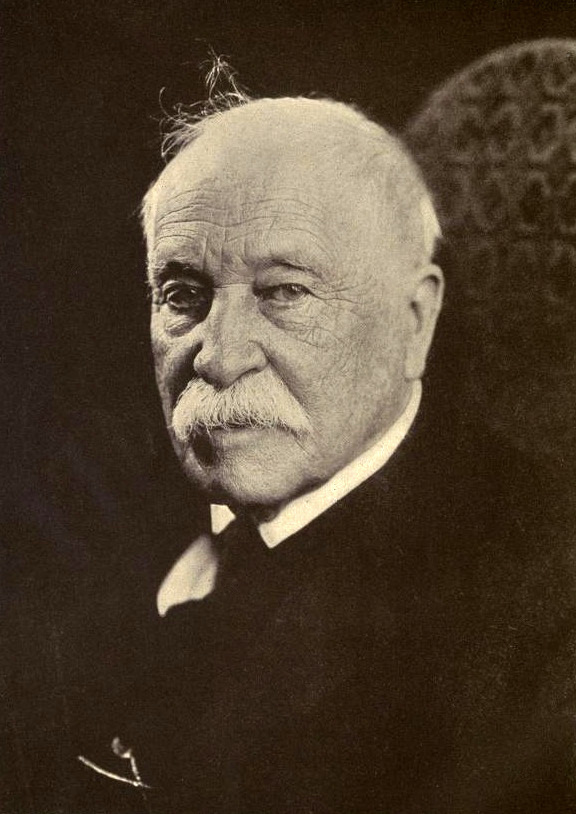
Photographie de William Dean Howells.

L'intention de Charlotte Perkins était de condamner les méthodes du docteur S.W. Mitchell qui ne conduisent qu'à la destruction mentale par une fiction. Il s'agit d'une nouvelle, où la narratrice, une jeune mère, décrit comment elle sombre dans la folie, à cause de son mari qui lui inflige les méthodes du docteur S.W. Mitchell. Cette jeune femme fait part de sa détresse psychologique, mais son époux, John, et son entourage sont dans le déni de ses troubles. Elle est confinée dans une pièce tapissée d'un papier peint jaune qui l'horripile, d'où elle ne sort que pour aller dans le jardin, toutes les activités intellectuelles lui sont interdites, il lui est seulement demandé de bien manger et de se reposer. Elle se sent de plus emprisonnée par John qui ne cesse d'un côté de lui répéter qu'il l'aime et qui de l'autre côté refuse d'accéder à ses demandes, de l'écouter. Tout son quotidien lui échappe, tout est défini par John, le moindre plaisir, comme changer de pièce pour avoir une vue sur le jardin, lui est refusé et tout cela au nom de l'amour et du souci de la guérir de sa maladie imaginaire. Pour échapper à la folie liée aux contradictions de son époux, elle se raccroche au papier peint de sa chambre qui devient comme une extension d'elle-même. Le moindre détail prend vie, dans ses cauchemars, des femmes hurlant de souffrance émergent du papier, des nourrissons immobiles comme morts se mettent soudain à étrangler et dévorer leur mère, elle ne peut échapper à ces visions car elle est comme clouée sur son lit. À la fin du récit, bien qu'on lui dise que la cure est finie, la narratrice n'est même plus en état de quitter la chambre, le papier jaune est devenu comme les barreaux d'une prison dont ne s'évade pas si ce n'est que par la folie. Le 17 juin 1890 elle envoie une copie de son manuscrit aux éditions Scribner, qui le renvoie, le 28 août 1890 elle envoie son manuscrit à William Dean Howells qui avait écrit des recensions favorables sur les écrits de Charlotte, n'étant plus directeur du mensuel Atlantic Monthly, il l'expédie à son successeur Horace Scudder (en) qui refuse lui aussi la publication de la nouvelle. Charlotte fait appel à un agent littéraire, Henry Austin, qui réussit à faire publier la nouvelle dans le numéro de janvier 1892 du New England Magazine qui avait déjà publié une année auparavant sa nouvelle The Giant Wisteria qui avait une thématique proche. Dès sa parution la nouvelle va susciter des controverses, pour les uns il s'agit d'un écrit grotesque et pour les autres d'un chef-d'œuvre d'histoire d’horreur dans la lignée d'Edgar Poe ou de Nathaniel Hawthorne. The Yellow Paper sera réédité en 1899, 1920, 1933, puis connaîtra un oubli avant d'être redécouvert par les féministes américaines dans les années 1970, notamment par une des pionnières en la matière, l'essayiste Elaine Ryan Hedges (en). Pour de nombreux lecteurs et commentateurs féministes, cette nouvelle décrit le sentiment d'abandon, de déréliction que peut vivre une femme dont on dénie la personnalité et la capacité de s'auto-déterminer ; et les critiques écrivent que cette nouvelle expose diverses figures sociales représentées par ses protagonistes, John est la figure du patriarcat de l’ère victorienne, sa belle-sœur Jane qui prend la relève des soins domestiques est la figure de la gardienne protectrice du patriarcat,,,,,,.

#### Herland
Charlotte Perkins publie le roman Herland en 1915. Il constitue l'un des premiers romans de science-fiction féministe et utopiques écrits par une femme, et décrit un monde constitué uniquement de femmes dans lequel débarquent trois hommes.

#### Edward Bellamy et l'égalité des droits civiques

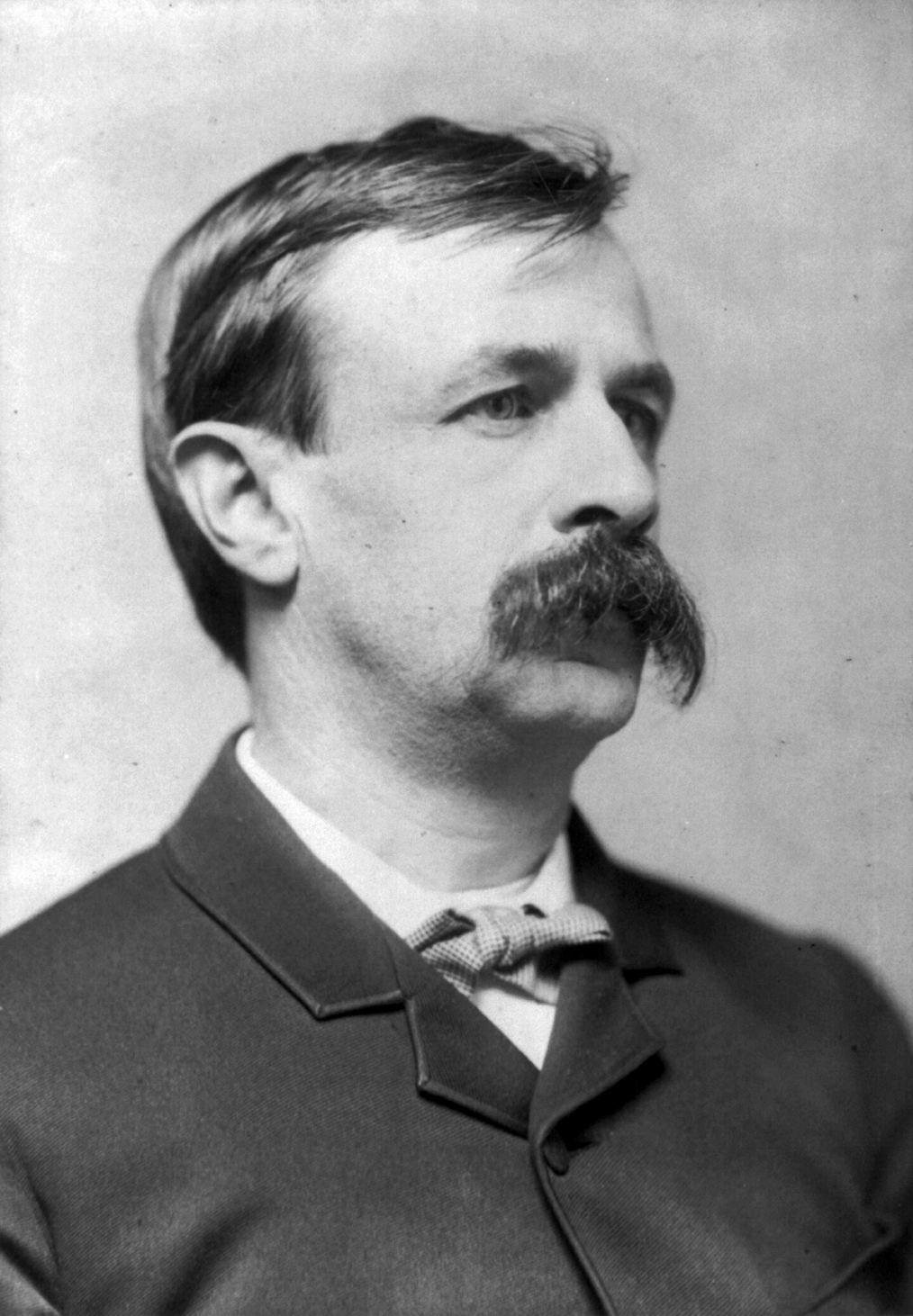
Photographie d'Edward Bellamy prise en 1889

Charlotte Perkins fait son apprentissage de la vie politique en adhérant au parti Nationalism, organisation réformiste, fondé par le socialiste utopique Edward Bellamy. Ce dernier s'engageait clairement pour le droit de vote des femmes et l'égalité des droits civiques. Les idées de ce parti sont diffusées à partir de mai 1889 par le mensuel The Nationalist (United States) (en) à Boston, qui cesse de paraître en avril 1891 pour des raisons financières, il est remplacé par l'hebdomadaire New Nation (United States) (en) qui commence à paraître en janvier 1891. Plusieurs clubs affiliés à la pensée d'Edward Bellamy s'implantent dans les États-Unis, dont soixante-cinq en Californie. De nombreuses femmes y adhérent à la suite de la lecture de son roman utopique Looking Backward (Cent ans après ou l'An 2000) qui décrit une société où les femmes ont les mêmes droits civiques que les hommes, participent à la vie économique, sont indépendantes de leurs époux, libérées de la tutelle masculine. Le parti soutient le Parti populiste (États-Unis, 1891-1908) lors de l'élection présidentielle de 1892. Charlotte a lu Looking Backward dès sa parution en 1888, elle en porte un jugement ambivalent dans une lettre adressée à son amie Martha Luther « Je dois reconnaître que Bellamy n'a pas de style, mais Jean le Baptiste en avait-il ? Il est possible que tu ne tires rien de ce livre à l'écriture si pauvre. », mais elle reste curieuse quant à la doctrine du livre.

#### Similar Cases, un poème qui la rend célèbre

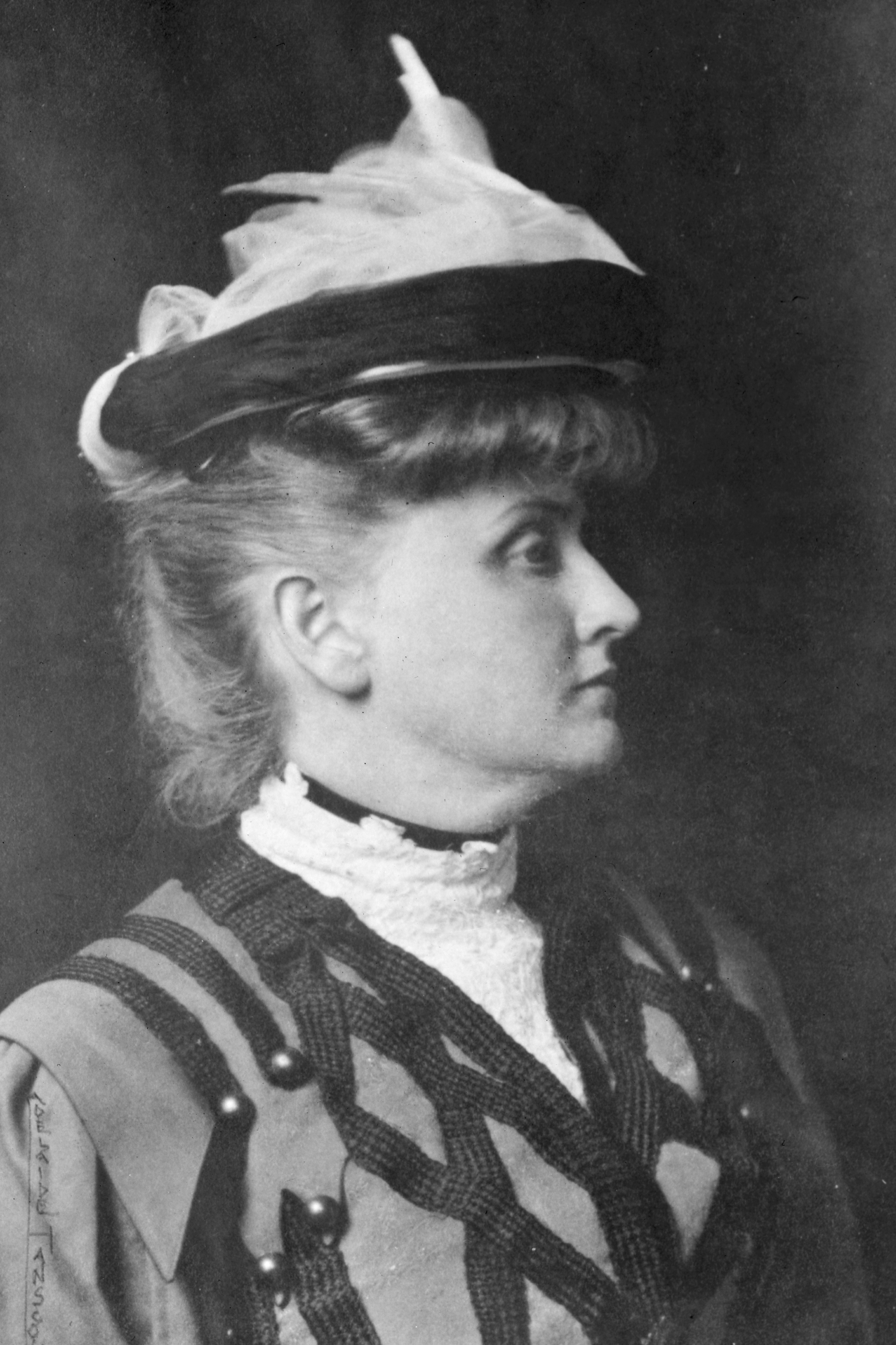
Gertrude Atherton.

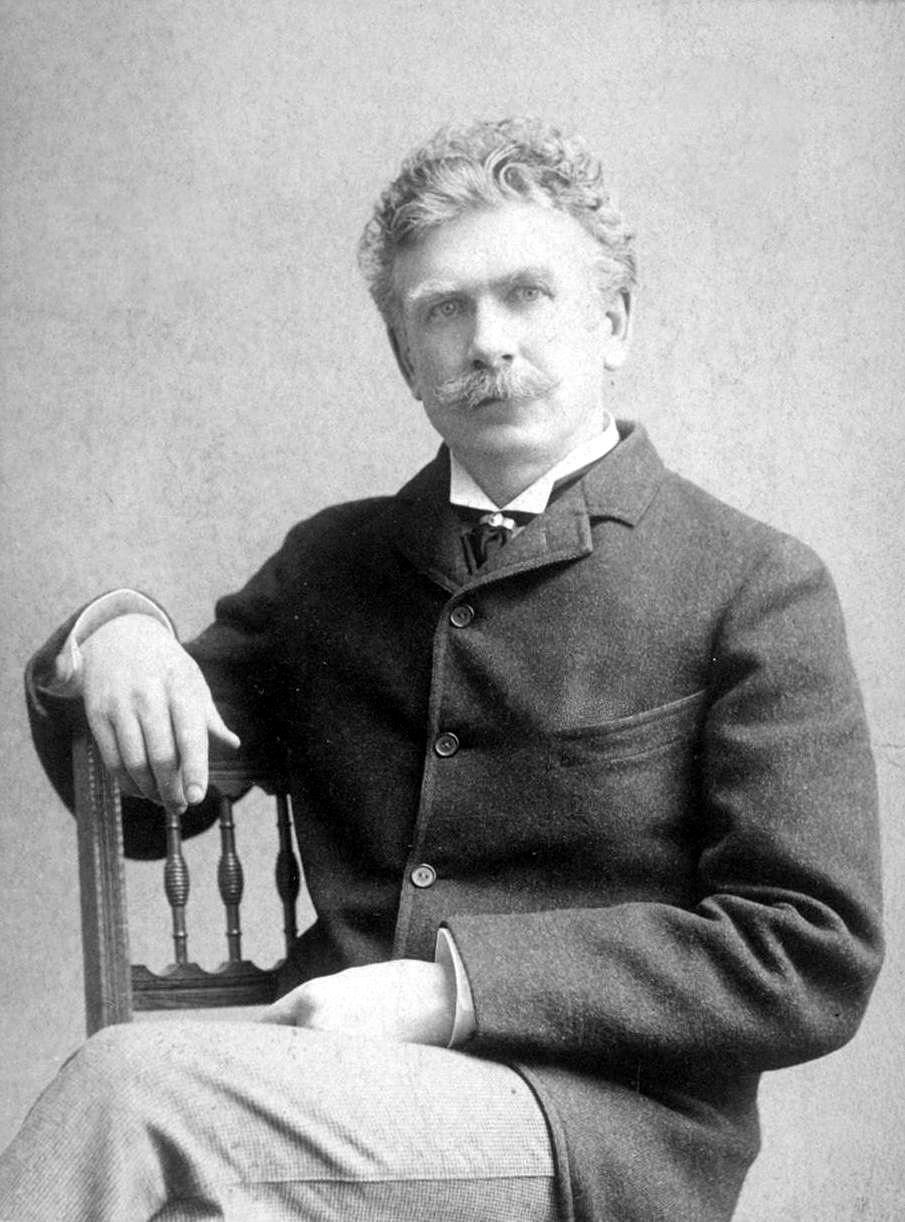
Ambrose Bierce.

Le 1er mars 1890, sur les insistance de son oncle Edward Everett Hale, Charlotte Perkins publie un poème Similar Cases dans le Nationalist inspiré par le roman de Bellamy, poème qui est une satire du conservatisme des hommes qui vis-à-vis des femmes gardent encore un esprit d'hommes préhistoriques. Ce poème rend Charlotte célèbre, il est repris par les différents supports du parti Nationalism comme le California Nationalist, le Weekly Nationalist, mais aussi par le magazine The Pacific Monthly. Son oncle Edward Hale la félicite, Gertrude Franklin Atherton écrit dans le magazine Cosmopolitan « L'humour du poème est si vif et la satire si mordante que toute femme qui possède le sens de l'humour serait heureuse de l'avoir écrit ! », Lester Ward, le sociologue et théoricien de l'État providence, écrit au sujet de ce poème « Ce poème remarquable et la meilleure réponse que l'on puisse faire contre les conservateurs tenants du darwinisme social », le journaliste et écrivain Ambrose Bierce écrit dans le journal The San Francisco Examiner « Ce poème est une exquise satire pour tout ceux d'entre nous qui n'ont pas l'heur de penser que le progrès de l'humanité vers la lumière serait soumis à des accélérations soudaines et durables. ». Charlotte écrit dans son journal à la date du 31 décembre 1890 « Ma réputation littéraire commence avec la parution de Similar Cases et marque le début de ma carrière de conférencière »,.
Le 10 juin 1890, Charlotte Perkins reprend son poème et lui donne un nouveau titre, On Human Nature, et c'est sous ce nouveau titre qu'elle va le rééditer. Charlotte est invitée à donner des conférences auprès des différents clubs californiens affiliés au parti Nationalism pour qu'elle expose les raisons, les intentions de ce poème et qu'elle explicite ses rapports avec le roman Looking Backward de Bellamy. Elle prend la parole dans plusieurs assemblées autour des thèmes tels que Nationalism and the Virtues, Nationalism and Love, Nationalism and Religion, Nationalism and the Arts, qui est pour elle, l'occasion de faire des digressions notamment sur l'éducation des enfants, la libération des femmes vis-à-vis du carcan des vêtements qu'on leur impose, la participation des hommes et des femmes à l'établissement d'un État-providence assurant le bien-être de tous. En 1892, lors d'une conférence, elle précise que les femmes doivent obtenir leur indépendance économique pour s'émanciper de la tutelle de leurs époux imposée par les lois réglementant le mariage, que le mariage ne doit plus être un acte de convenance, un moyen pour les femmes de survivre, d'échapper à l'insécurité financière, à la pauvreté mais un acte volontaire d'amour, un consentement libre entre deux personnes. Elle entame une relation amoureuse avec Adeline Knapp (en), une journaliste du San Francisco Call, avec laquelle elle va relancer le Club du parti Nationalism d'Oakland dont elle va devenir la dirigeante. Charlotte est devenue une porte-parole éminente du parti Nationalism. Entre 1890 et 1893, elle publie plus d'une dizaine de poèmes dans le New Nation, qui seront rassemblés dans son recueil de poèmes In This Our World publié le 24 octobre 1893. In This Our World, qui contient soixante-treize poèmes, est bien accueilli par les critiques littéraires que ce soit ceux de la Californie par le San Francisco Star, le Overland Monthly, le Pacific Ensigns de la Woman's Christian Temperance Union, ceux de Chicago par le journal Unity des Unitariens, mais aussi au Royaume-Uni par le London Daily Chronicle et la London Saturday Review. Le succès est tel que le recueil va connaître en 1895 une seconde édition américaine enrichie qui contient 122 poèmes, suivie en 1898 par une troisième édition, également enrichie, contenant 149 poèmes,.
La mort de sa mère Mary Perkins, la perturbe, cela influe sur ses relations avec Adeline Knap qui deviennent conflictuelles, Charlotte accuse Adeline d'avoir écrit un article contre le suffrage des femmes, ... mais nul ne sait le motif précis de leur séparation, d'après le journal de Charlotte, le caractère jaloux d'Adeline lui devenait insupportable, qu'elle n'a pas trouvé en elle le support qu'elle attendait, elles se séparent durant l'été 1893.
Le 20 avril 1894 le divorce entre elle et Charles Walter Stetson est prononcé dans le comté d'Alameida et elle prend la décision de laisser vivre sa fille Katharine dite Kate chez son père qui épouse Grace Ellery Channing la même année. Le divorce et la séparation d'avec sa fille font d'elle une « une femme libre » comme l'écrit dans son journal,,.

#### La directrice de publication du magazineImpress
À partir de l'hiver 1893, Charlotte Perkins commence à écrire dans Impress le magazine de la Pacific Coast Women's Press Association (en) (PCWPA), et découvre le roman utopique A Traveler from Altruria (en) de William Dean Howells, paru sous forme de feuilleton dans le Cosmopolitan, livre qui fait une critique du capitalisme et dont Charlotte fait une recension élogieuse dans le magazine Impress.

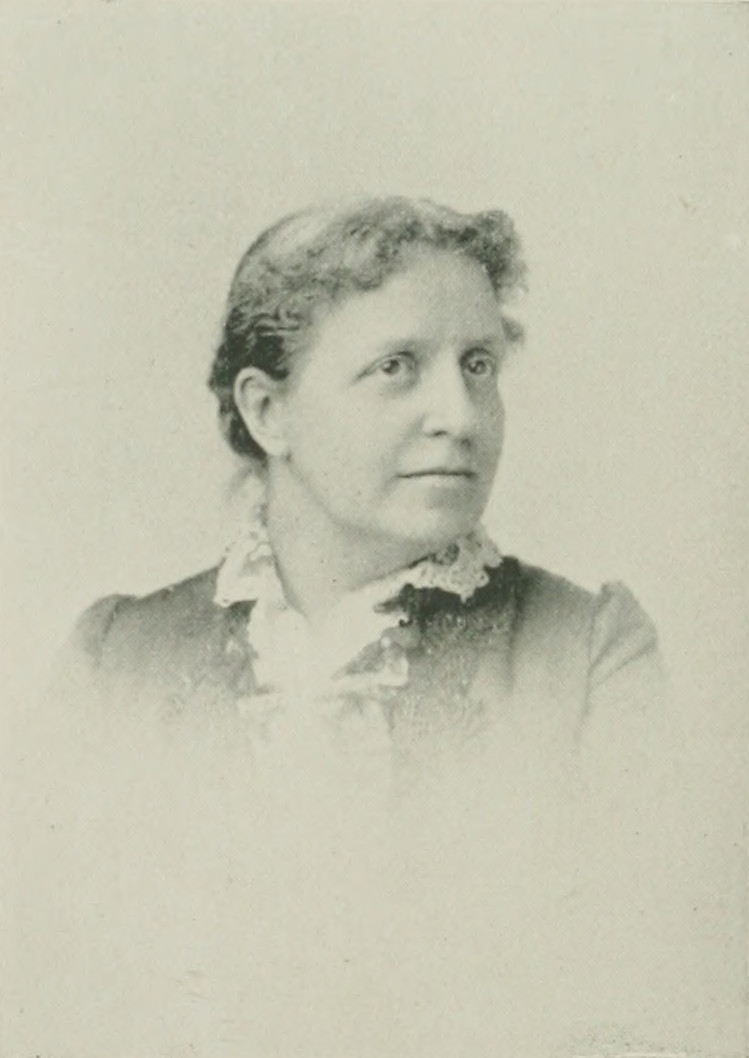
Photographie de Helen Stuart Campbell prise en 1897.

En 1894, Charlotte Perkins est élue présidente de la PCWPA, puis avec Paul Tyner et Helen Stuart Campbell (en), l'essayiste socialiste, elle reprend en main le magazine Impress de la PCWPA dont elle modifie la ligne éditoriale, ne plus en faire un magazine à tonalité exclusivement féministe, mais en faire une revue ouverte à toutes les idées progressistes à destination de « tous les hommes et toutes les femmes aux esprits ouverts. ». Charlotte en devient la rédactrice en chef, Paul Tyner l'éditeur et Helen Campbell la vice-rédactrice en chef tout en restant rémunérés par la PCWPA. Charlotte publie des poèmes, des articles, des recensions littéraires et des nouvelles pendant qu'Helen Cambell publie des articles touchant l'économie et les réformes sociales. Impress gagne en notoriété, David Starr Jordan, président de l'Université Stanford, le qualifie de « journal clair et brillant » qui permet de connaître la valeur des femmes de la côte ouest. La presse californienne salue la présence de Charlotte qui a fait d'Impress, une référence en matière de critique littéraire. Mais malgré ses qualités, Impress cesse de paraître le 16 février 1895, faute d'abonnés et surtout par la perte du soutien de la PCWPA qui ne voulait plus patronner une femme connue pour être « une divorcée et une mère si peu attentive ». Impress fait faillite non à cause de ses contenus, mais à cause de préjugés,,.

#### L'amitié avec Helen Stuart Campbell
Helen Stuart Campbell, parce que plus âgée que Charlotte, va être pour elle comme une seconde mère elle l'appelle « Mère Campbell ». Elles deviennent des amies intimes et Charlotte écrit à son sujet « Elle est une de mes mères adoptives. ». Charlotte a connu Helen Campbell durant son enfance quand elle lisait ses nouvelles pour enfants dans le magazine Our Young Folks. Puis après, quand elle s'est intéressée aux questions sociales et politiques, elle a lu des essais d'Helen Campbell comme The Problem of the Poor (1882), The What-to-do Club (1884), Miss Melinda's Opportunity (1886), Prisoners of Poverty (1886). En 1893, juste avant d'arriver en Californie, elle avait cofondé la National Household Economic Association (en) qui a permis la présence d'une délégation féministe lors de l'Exposition universelle de 1893. Elle était aussi à la tête de la campagne pour la création de ce qui deviendra la National Consumers League. Ses connaissances en matière d'économie, et sur les réglementations de la fabrication des produits seront précieuses pour les rédactions d'articles au sein d'Impress. Helen Campbell ne sera pas que le mentor de Charlotte, l'une comme l'autre ont en commun des talents d'oratrices et d'écriture incisive.

#### La Hull House de Chicago et l'American Fabian Society

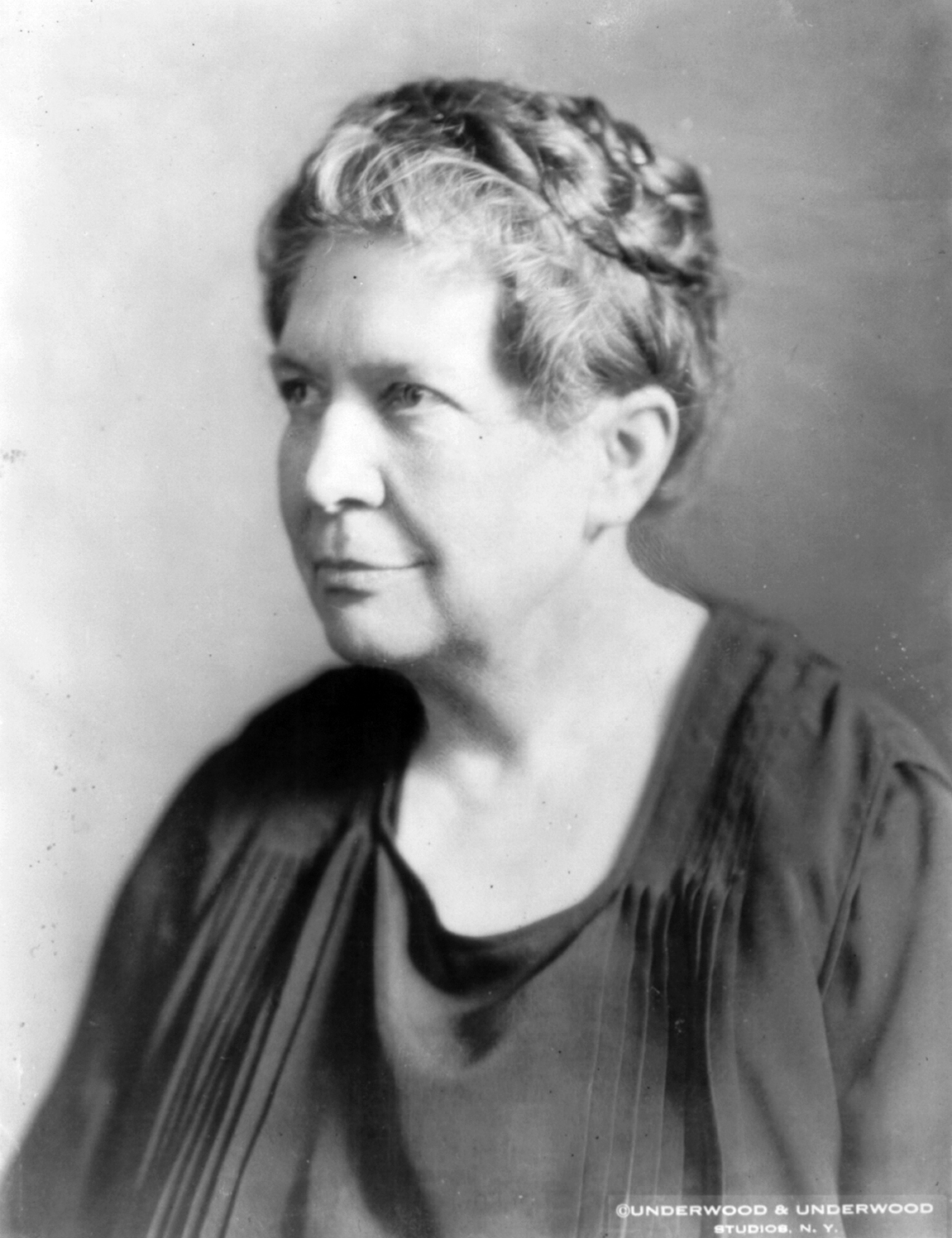
Photographie de Florence Kelley.

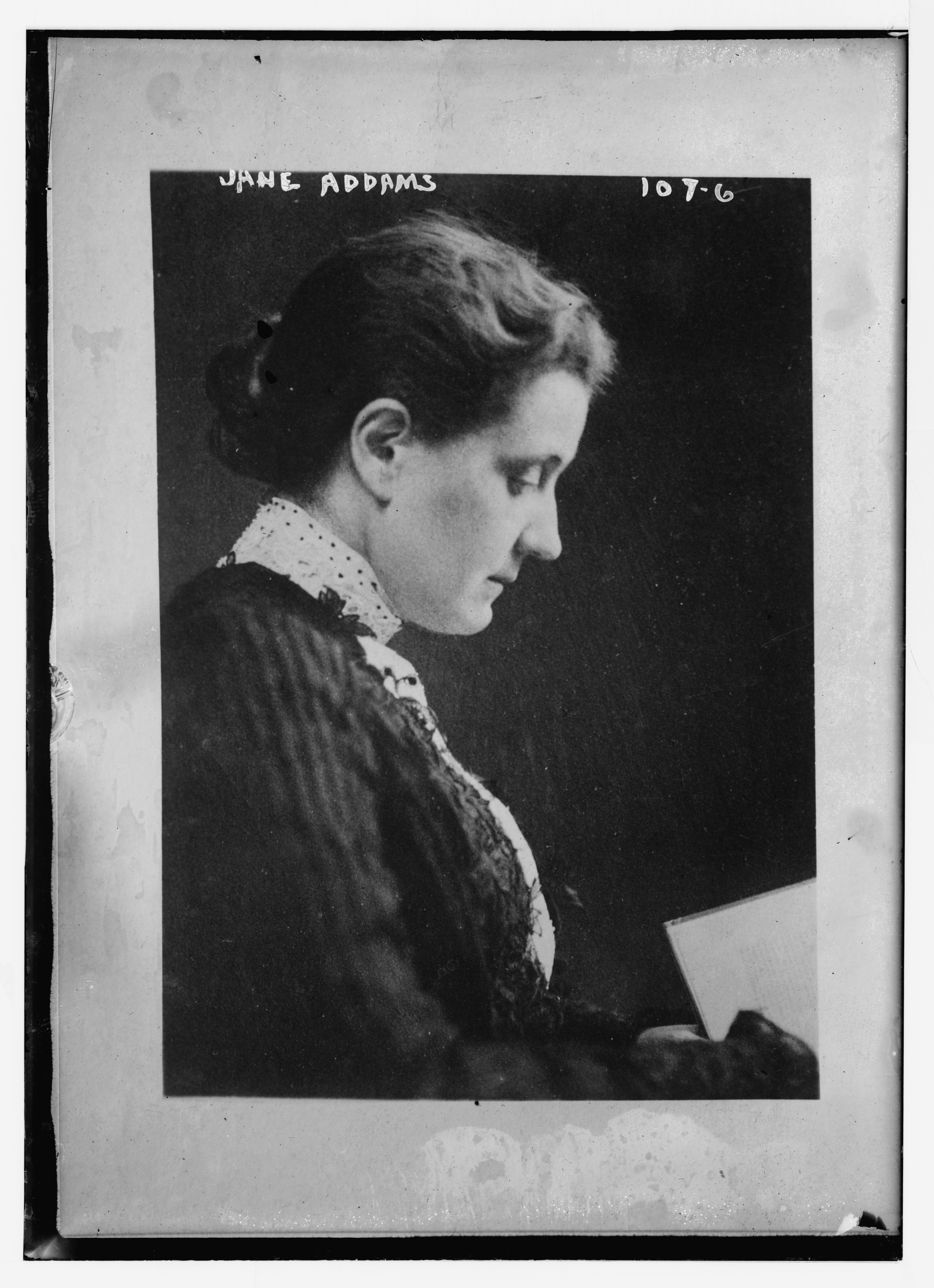
Jane Adams.

Après la faillite d'Impress, Charlotte Perkins quitte la Californie durant l'été 1895 pour se rendre à Chicago où elle loge à la résidence Hull House (centre d'action sociale dans la mouvance du Settlement movement et situé dans les bas-quartiers de Chicago), fondée en 1889 par Jane Adams et son amie intime Ellen Gates Starr. Selon Henry Demarest Lloyd (en) la Hull House est le meilleur club de la contestation sociale, on y rencontre de nombreuses figures de réformateurs sociaux comme John Dewey, Albion Small, Richard T. Ely, etc. Charlotte peut se ressourcer en y côtoyant l'élite des femmes appartenant aux mouvements socialistes ou réformateurs et du mouvement féministe de l'époque Julia Lathrop, Florence Kelley, Grace Abott et Alice Hamilton.
Pendant cinq ans, Charlotte Perkins va s'impliquer dans le mouvement des suffragettes quoique pour elle, cet engagement lui paraissait nécessaire mais insuffisant. C'est pourquoi elle lie ce combat au socialisme en dépit de ses réserves envers Karl Marx. Elle écrit plusieurs articles pour "l'American Fabian", journal mensuel qui diffuse les idées de la Fabian Society qui s'est implantée aux États-Unis en 1892 sous l'impulsion de William Dwight Porter Bliss (en) et dont la première section de l'American Fabian League (AFL) est créée à Boston en 1894, pour essaimer à New York, Philadelphie, Berkeley, San Francisco, Seattle, etc. L' American Fabian a publié son premier numéro en février 1895, à Boston, Charlotte y devient membre du comité de rédaction avec Edward Bellamy, Henry Desmarest Lloyd, Frank Parsons (social reformer) (en) et d'autres transfuges du parti Nationalism. Le fabianisme séduit Charlotte car il s'agit d'un mouvement réformateur qui ne croit pas dans la révolution, qui se veut être une synthèse entre les idées sociales démocrates de Wilhelm Liebknecht, l'éthique du christianisme social et la démocratie telle que définie par Thomas Jefferson. De plus, l'une des revendications de l'American Fabian League est le suffrage universel, et donc le droit de vote des femmes, car selon l'un des leaders britanniques du fabianisme George Bernard Shaw, la société capitaliste se transformera en société socialiste, seulement et seulement si les femmes sont égales aux hommes, le capitalisme réduisant les femmes aux transactions financières liées au mariage, et aux yeux de la section de l'AFL de New York, Charlotte apparaît comme le double féminin de G.B. Shaw, c'est pourquoi, elle est choisie pour jouer un rôle majeur pour diffuser les idées du fabianisme. Charlotte sillonne les États-Unis durant cinq ans pour donner des conférences sur le fabianisme où elle est rémunérée entre 5 $ et 50 $ par conférence selon la durée et le nombre d'auditeurs, à partir de 1896, son travail de conférencière lui assure des revenus annuels de 5 000 $,,,.

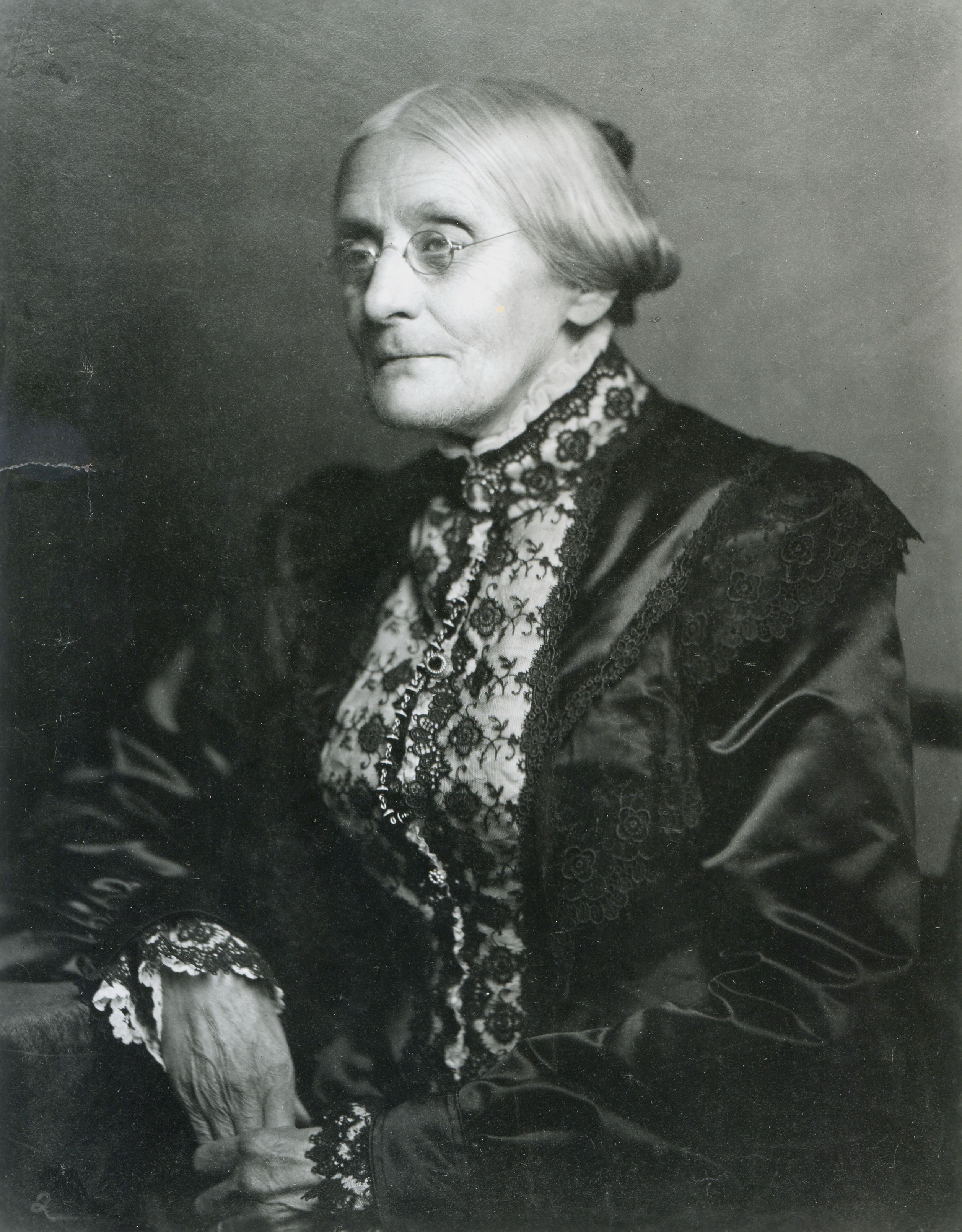
Photographie de Susan B. Anthony prise vers 1890.

Au début de l'année 1896, elle participe à une délégation de suffragettes à une convention qui se tient à Washington (district de Columbia) où elle fait une allocution devant la commission des affaires judiciaires du Congrès des États-Unis où elle redit son amitié avec Susan B. Anthony. Durant cette convention elle fait la connaissance du sociologue Lester Frank Ward dont elle dit « c'est le plus grand homme que j'ai rencontré », personnalité qu'elle suivait depuis 1888, et dont elle dira au sujet de sa théorie centrée sur la supériorité des femmes que « c'est la plus grande contribution à la pensée humaine depuis celle de l'évolution ». Charlotte se rend également à Londres pour participer au International Socialist Workers and Trade Union Congress, London 1896 (en) en tant que déléguée de la Fédération des syndicats de la Californie. Lors de ce congrès, elle fait la connaissance de George Bernard Shaw et d'autres figures britanniques du fabianisme comme Beatrice et Sydney Webb,,.

#### George Houghton Gilman
En mars 1897, Charlotte Perkins rend visite au cabinet d'avocat de son cousin George Houghton Gilman qui se tient à Wall Street pour qu'il lui donne un conseil juridique. George H. Gilman est né le 8 août 1867 à Norwich dans l'État du Connecticut, il est le fils de William Coit Gilman et de Katherine Beecher Perkins Gilman, la sœur du père de Charlotte ; il a fait ses études secondaires à la Norwich Free Academy (en), puis après ses études l'université Columbia, il fait ses études de droit à l'Université Johns-Hopkins présidée par son oncle Daniel Coit Gilman. Il se distingue pour son gout pour la musique et la littérature antique. Pendant longtemps George et Charlotte entretiennent des relations amicales. Malgré ses capacités intellectuelles et son appartenance à une grande famille, George n'a ni ambition de carrière particulière, ni ambition financière, il se contente de bien faire son travail d'avocat. Charlotte entretient une correspondance régulière avec son cousin par laquelle elle lui exprime tous ses états d'âmes, ses passions, ses doutes, ses angoisses, ses peines et George l'accepte telle qu'elle est, sans jugement. Charlotte lui confie des choses qu'elle n'a jamais dites à personne d'autre ; d'après son journal c'est son seul confident et probablement la seule famille qu'elle n'a jamais eue.
Charlotte et George vont entretenir une correspondance continue à partir de 1897 jusqu'à leur mariage. Tout au long de celle-ci, Charlotte va développer une relation amoureuse, tout en s'en étant défendue dans un premier temps. Elle s'adresse à lui en écrivant « Pleasing and desirable cousin / Cousin agréable et désirable » ou « Most excellent cousin / Très excellent cousin », de plus en plus, elle se livre à lui sans réserve, appréciant la force et le calme de son cousin. Elle peut lui confier tout ce qu'elle a vécu durant son mariage et la dépression qui en a suivie, elle lui narre son besoin d'amour dont elle a été privée dès son enfance. En même temps que croissent ses sentiments amoureux envers son cousin George, elle a peur de sa dépendance affective, elle craint qu'étant son aînée de sept ans cela devienne un obstacle, elle développe des sentiments de jalousie, peurs que George sait déjouer et apaiser. Dès février 1898, Charlotte envoie lui une lettre d'amour quotidiennement. Rassurée par George, Charlotte mène de front sa carrière littéraire et sa relation amoureuse ce qu'elle pensait contradictoire et impossible auparavant. Finalement d'un commun accord, ils décident de s'épouser, décision prise dans le plus grand secret, seule Grace Ellery Channing et Helen Stuart Campbell sont averties de la nouvelle. Le mariage a lieu le 11 juin 1900 à Détroit, la cérémonie est célébrée par le pasteur unitarien le révérend Jenkin Lloyd Jones (en).

#### Women and Economics

##### Le féminisme à l'aune du darwinisme

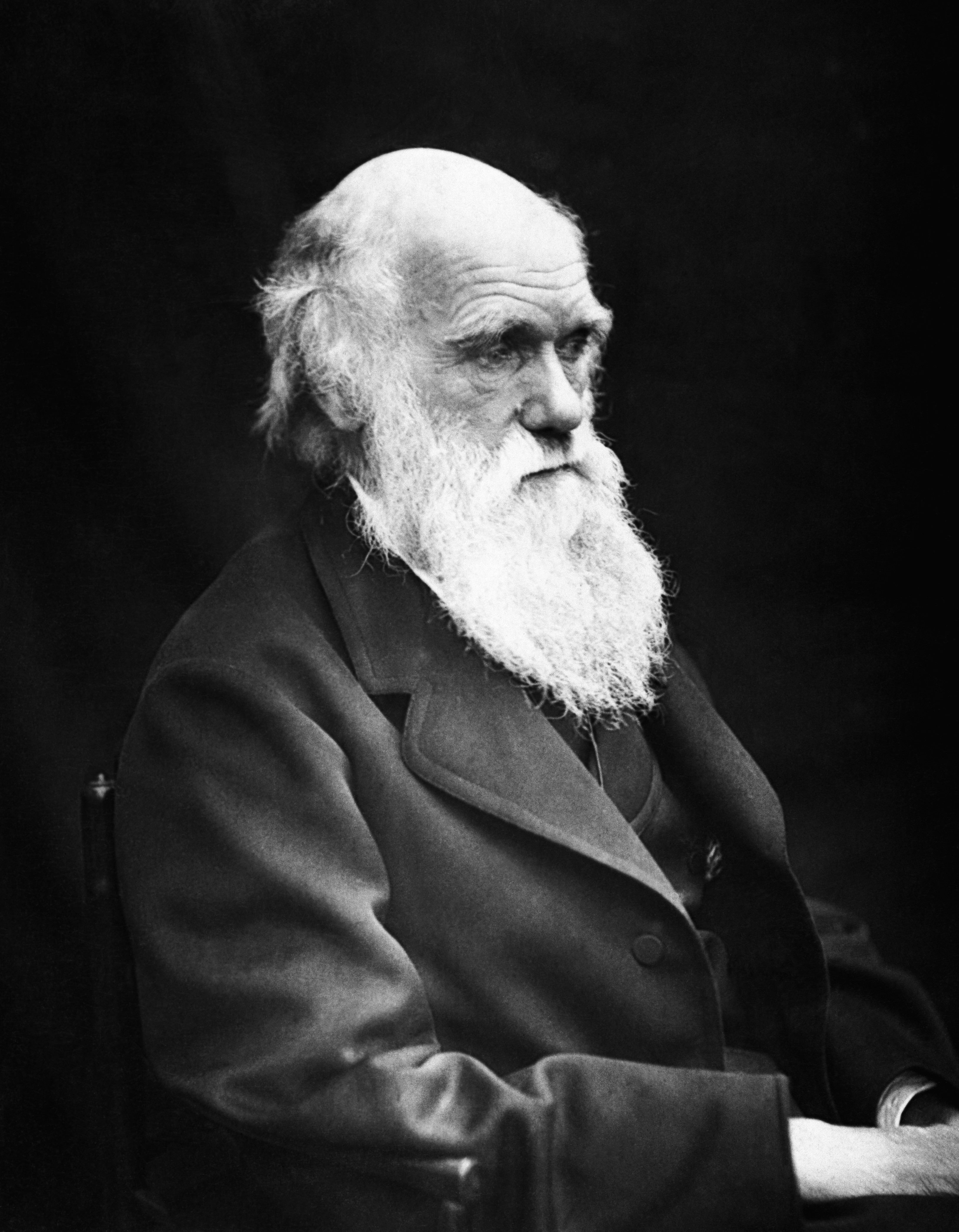
Charles Darwin.

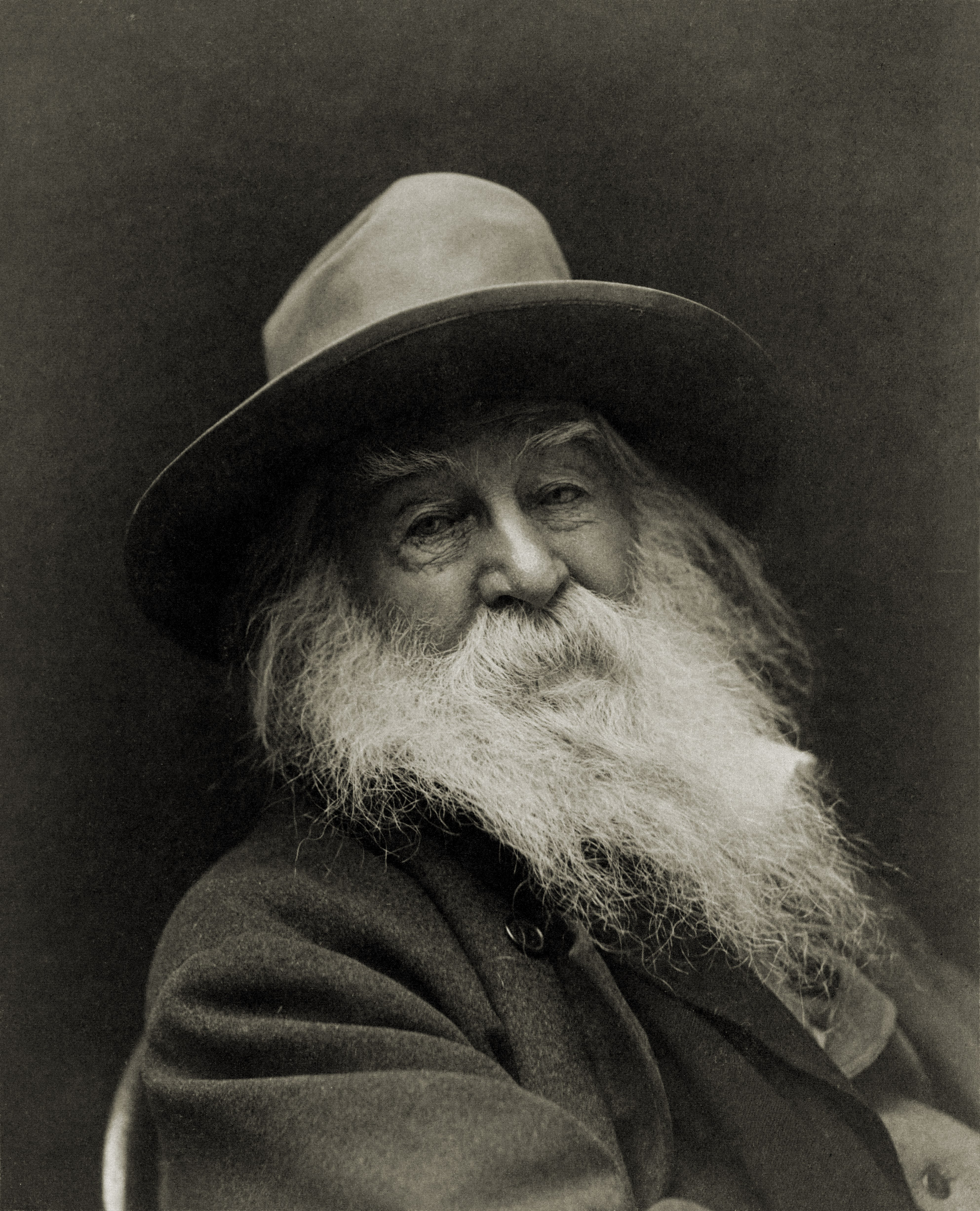
Walt Whitman.

De 1896 à 1898, pendant qu'elle rédige le manuscrit de Women and Economics, Charlotte Perkins est absorbée par la lecture du recueil de poésie Leaves of Grass ( Feuilles d'herbe) de Walt Whitman et de Dreams d'Olive Schreiner. Cette période est également celle où son cousin George Houghton Gilman lui fait la cour. Après avoir traversé une période de doutes et des dépressions, elle a désormais confiance en elle-même. Financièrement, elle maintient des revenus annuels de 5 000 $. Plus que féministe, Charlotte Perkins se définit comme une humaniste ; elle constate que l'humanité est constituée à parts égales d'hommes et de femmes et souhaite rééquilibrer la balance. Une de ses thèses, consiste à dire qu'avoir écarté les femmes de la vie sociale et économique est un handicap qui a entravé le développement de la société et que l'inclusion des femmes favoriserait celui-ci. Cela est à mettre en lien avec une autre de ses idées : l'émancipation des femmes s'enracine dans la nature, les droits des femmes sont des droits imprescriptibles. Charlotte Perkins en tire la conclusion que l'émancipation des femmes n'est pas un but en soi, car son but final est l'émancipation de l'humanité. Profondément socialiste, mais rejetant les thèses révolutionnaires du marxisme, elle affirme que seule une société socialiste pourrait permettre cette nouvelle émancipation ; autrement dit, l'objectif de l'émancipation des femmes est une émancipation pour tous. Ses positions humanistes et universalistes font d'elle une marginale, aussi bien dans le mouvement des suffragettes que dans la social-démocratie prônée par le fabianisme. L'originalité de sa pensée est probablement liée au fait qu'elle n'a pas suivi de cursus universitaire, qu'elle a mené ses recherches de façon autodidacte à partir de sa propre expérience et qu'elle a fait de ses épreuves personnelles une force, des points de questionnements sur ses racines, son histoire, son évolution, devant la conduire à écrire sa propre trajectoire.
Fidèle au darwinisme, elle s'étonne que dans le règne animal, seul chez les Homo sapiens on trouve cette caractéristique des femmes dépendantes des hommes, ce qui ne s'appuie sur aucune donnée biologique. Les femmes sont en effet toutes aussi capables de subvenir à leurs propres besoins primaires, comme le montrent les ouvrières et les paysannes, qui travaillent aussi durement que les hommes. Lorsque les femmes, comme cela s'amorce au cours du XIXe siècle, ont accès à la culture et à l'enseignement universitaire, elles montrent des compétences égales aux hommes et parfois supérieures. La répartition des tâches lui semble également arbitraire : les hommes comme les femmes sont tout aussi aptes pour accomplir des tâches ménagères comme cuisiner, balayer, faire la lessive, etc. Les femmes sont tout aussi capables de participer à la vie sociale, culturelle, économique, scientifique, politique que les hommes ; leurs prétendues incompétences ne reposent que sur le fait qu'elles ont été écartées de ces secteurs, mise à l'écart qu'elle juge dommageable au développement social en général.

##### Les inégalités économiques et dépendance des femmes
Charlotte Perkins ironise sur l'emploi du mot de « partenariat » pour parler du mariage. Elle dit certes que les époux sont partenaires quant à leurs responsabilités parentales et dans l'amour qu'ils peuvent partager, mais un médecin qui épouse une femme, celle-ci n'est pas sa partenaire, à moins qu'elle-même soit ou devienne à son tour médecin, une femme qui épouse un compositeur n'est pas pour cela capable de composer, et dans le monde de l'entreprise, l'emploi d'un homme n'est pas détruit si sa femme meurt. Une femme ne peut être qualifiée de partenaire au sens de gestion commune d'une activité, si ce n'est que dans de rares cas. Si une femme n'est pas une partenaire, comment gagne-t-elle sa vie ? Par le travail domestique ? Au même titre qu'un animal domestique, et tout comme un cheval, une femme n'est pas indépendante. Charlotte Perkins souligne le fait qu'il est impossible d'évaluer la valeur économique des travaux domestiques effectués par les femmes et que même si les femmes étaient justement rémunérées pour leurs tâches ménagères, toute leur vie serait réduite au statut de servante. À ceux qui prétendent que le salaire des femmes se trouve dans « les joies de la maternité », elle leur rétorque qu'on ne saurait réduire la valeur économique des femmes au fait qu'elles soient mères. Rien ne justifie que les femmes soient privées d'une indépendance économique au nom de leur devoir de mère, car il y a une vie avant la maternité et une vie après. Charlotte Perkins soulève un paradoxe : la vie économique ne peut être soutenue que par le dur labeur de la femme en tant que ménagère, cuisinière, mère, épouse mais que ses contributions à la santé, à l'éducation, à la propreté, à l'éducation des enfants ne leur donne pas l'indépendance économique. Charlotte Perkins pose une question au sujet de la non réciprocité dans les relations maritales : « L'homme qu'elle a épousé, l'homme dont elle dépend, combien il a et combien est-il disposé à lui donner ? », et affirme ensuite : « Pour une femme, son mari est son fournisseur alimentaire ».

##### Rétablir la sélection naturelle comme facteur de l'émancipation des femmes
Pour Charlotte Perkins, fidèle à son darwinisme, il y a deux catégories de relations socio-économiques entre les hommes et les femmes : la première, qu'elle qualifie de « naturelle », est un processus d'amélioration, de progrès social de l'humanité et la seconde, qu'elle qualifie « d'artificielle », est un processus qui entrave le développement social et économique de l'humanité. Dans l'un des processus, les compétences des hommes et des femmes se développent harmonieusement, de façon équilibrée, tandis que dans l'autre processus, le développement des compétences masculines s'opère par une restriction du développement des compétences féminines. Pour elle, pour que l'espèce humaine puisse se développer pleinement, il est nécessaire que par delà les différences biologiques, les hommes et les femmes puissent participer aux mêmes fonctions sociales et économiques. Selon elle, les différences de taille, de force musculaire sont des traits secondaires de différenciation des sexes, rien ne justifie une supériorité de l'homme sur la femme fondée sur la force. En excluant la femme de la vie sociale et économique, on appauvrit la sélection naturelle en empêchant celles-ci de développer leurs capacités et par voie de conséquence le développement de l'espèce humaine. Les thèses de Charlotte Perkins, dans la mesure où pour elle l'environnement joue un rôle prépondérant sur l'acquisition et le développement des compétences, sont environnementalistes et comportementalistes. Dans cette perspective, ce qu'on appelle « féminité » n'est que le résultat d'une exclusion des femmes de la vie socio-économique et un dressage aux seules compétences d'épouse et de mère. Pour soutenir ses idées, elle fait une analogie avec les vaches, où elle compare les vaches sauvages et les vaches laitières : les vaches sauvages produisent uniquement la quantité de lait nécessaire pour leurs veaux et sont capables de sauter, de galoper et de se battre si nécessaire pour protéger leurs petits, alors que la vache laitière a été dressée pour produire plus de lait que nécessaire et encore toujours plus de lait ; cette sélection lui a fait perdre toutes ses capacités d'agilité et de force physiques. De même, dès la petite enfance on conduit les petites filles à jouer seulement à la poupée et à imiter des rôles sociaux dits « féminins », alors qu'il faudrait permettre aux petites filles de pouvoir leur offrir toutes les activités possibles sans distinction de sexe et cesser de traiter une fille qui choisit des activités dites « masculines » de « garçon manqué ». Les activités dites « masculines » ne le sont que parce qu'on a écarté les femmes dès leur plus tendre enfance de ces activités, c'est un processus artificiel et non naturel.

##### Le mariage comme perte de la liberté
Selon Charlotte Perkins, dans un couple de fermiers, la femme comme l'homme sont des partenaires à parts égales, participant chacun à l'exploitation de leurs terres. Mais dans un couple de la bourgeoisie urbaine, le mariage conduit l'homme à subvenir aux besoins du foyer ; il n'attend de son épouse que des relations d'écoute et sexuelles occasionnelles, ne visant que la reproduction et l'éducation des enfants. Pour Charlotte Perkins, ce type de relations est une violation des lois naturelles, pour au moins une raison : le long processus de développement de l'humanité nécessite que l'éducation des enfants soit le fait des deux parents et non pas de la seule mère. Le mariage est ainsi un confinement qui nuit au développement des capacités des femmes, les enfermant dans l'attente d'un mariage où l'époux lui donnera un confort plus ou moins important en fonction de ses ressources. Dans cette situation, chaque femme considère les autres femmes comme des concurrentes qu'il faut supplanter. Relégation dans une situation de servitude où les femmes ne développent que des compétences de servitude domestique, les éloignant de toute idée d'émancipation et de libération, pour au contraire développer des vertus de sacrifice de soi, de soumission et de confiance aveugle, chose qu'on réduit à la « supériorité morale » des femmes sur les hommes.

##### L'émancipation des femmes et le progrès de la vie politique et sociale
En inculquant aux hommes que leur premier devoir une fois devenus adultes est de protéger et de subvenir aux besoins de leur famille, cela amène les hommes à améliorer leur compétitivité et donc à exacerber l'individualisme par une concurrence effrénée. Pour Charlotte Perkins, il s'agit d'une violation des lois sociales qui privilégient l'intérêt collectif contre les intérêts individuels. Cet individualisme ne profite qu'aux meilleurs et développent chez les autres des sentiments de crainte et la recherche de la protection par les plus forts. Elle en tire la conclusion que tant que les fils doivent subir la tyrannie des pères, tant que les plus fragiles doivent se soumettre à tyrannie des plus forts, la démocratie ne pourra pas exister ; tant que la famille reste le cœur de la société, la collectivité ne pourra pas se développer. Par famille, elle entend un mode de relations dépendant économiquement du chef de famille. Elle a pour espoir que lorsque les femmes seront émancipées, qu'elles choisiront librement leurs activités pour être indépendantes, aussi librement elles choisiront des partenaires sexuels et de nouveaux types d'union s'établiront.

##### L'éducation des enfants?
Charlotte Perkins interroge l'éducation des enfants qu'on dit être du ressort des mères. Or elles ne sont ni responsables du budget consacré à leur nourriture ni à leurs habits, elles ne peuvent pas non plus les instruire car dans la majorité des cas elles sont écartées de l'instruction et les femmes de la bourgeoisie qui sont instruites font appel à des nurses et des précepteurs pour s'occuper de leurs enfants. Tout un chacun vante le sacrifice des mères, leur dévouement à l'éducation de leurs enfants, sauf qu'on ne leur en donne pas les moyens. Pourtant l'éducation est fondamentale pour le développement de la société et c'est confié à des femmes qui n'ont reçu aucune éducation ! La seule chose que peuvent dispenser les mères c'est l'amour maternel, mais l'amour ne doit-il pas avoir un sens éducatif? L'amour maternel, dit-elle, ne pourra pleinement remplir ses fonctions qu'uniquement si on donne aux futures mères la formation nécessaire. Si les femmes s'émancipent, ce n'est pas pour leur seule satisfaction mais aussi pour le développement de l'humanité.

##### Le foyer?
Pour Charlotte Perkins le foyer est un lieu protecteur de la famille, garantissant la quiétude de ses membres. En reléguant les femmes aux tâches ménagères n'avons-nous restreint la vie du foyer à n'être qu'un lieu de tâches ménagères ? La plénitude de la vie d'un foyer ne trouve-t-il pas son accomplissement en dehors de ses limites ? Le foyer n'est plus alors un lieu de tâches ménagères, mais un lieu permettant à chacun de ses membres de trouver la paix, l'amour, la réflexion nécessaire pour mieux accomplir leurs actions dans la vie sociale. Et elle conclut qu'il faut remettre à sa place le foyer, qu'il soit « un serviteur du monde au lieu d’une maison de serviteur ».

##### Regards surWomen and Economics
Selon sa biographe, l'historienne américaine Ann J. Lane (en), professeure à l'université de Virginie où elle a dirigé le département des Études des femmes, si Women and Economics est un livre important, même si elle a repris des thèmes préexistants, sa force est dans la manière de les exposer avec style incisif et repris dans une pensée propre particulièrement audacieuse. On peut lui reprocher le fait qu'elle n'a pas suffisamment prêté attention aux problèmes de classes, d'appartenance à une minorité ethnique, que son ouvrage est essentiellement centré sur les questions de différence des rôles sociaux selon le sexe. Il demeure que son concept de sexuo-economic comme fait central dans les relations humaines est particulièrement pertinent. Fidèle à la théorie de l'évolution de Darwin, elle a su habilement l'adapter aux relations entre sexes, pour donner une légitimité scientifique à l'émancipation des femmes à laquelle elle lie l'avènement d'une société socialiste. Comme toutes les femmes de son temps, elle met l'accent sur l'importance de l'accès à la culture par les femmes mais sans évaluer l'importance de la culture féminine. Les différentes recensions faites par le New York Times, le Denver Post, le Boston Daily Advertiser (en), etc., de Women and Economics furent positives. Immédiatement le livre a un impact majeur auprès des écrivains progressistes. Charlotte Perkins est mise sur le devant de la scène et devient une des figures majeures des mouvements féministes de l'époque. Le succès de Women and Economics durera pendant les deux premières décennies du XXe siècle, puis il tombera dans l'oubli, pour plusieurs raisons dont les principales sont que peu d'intellectuels ont repris, développé sa pensée, la question du genre était trop nouvelle et au lendemain de la Grande guerre l’opinion américaine devient majoritairement conservatrice. En 1966, Women and Economics est réédité par l'historien Carl Neumann Degler lui donnant un nouveau lectorat et depuis, il est régulièrement réédité.

#### Charlotte Perkins Gilman et le racisme?
Charlotte Perkins était fière de rappeler qu'elle faisait partie de la famille Beecher, qu'elle avait hérité son don de conférencière de cette famille et plus particulièrement qu'elle était parente de Harriet Beecher Stowe l'auteure de La case de l'oncle Tom ; si ce roman est un plaidoyer contre l'esclavage, il demeure qu'il véhicule également des stéréotypes sur les Afro-Américains. Ces derniers sont représentés comme ayant des qualités de gentillesse, de serviabilité, de patience, d'endurance face aux épreuves à l'instar de grands enfants. Charlotte Perkins partage ce racisme paternaliste. Si elle partage les théories égalitaires, dans la pratique elle prône une inégalité des races, ainsi dans son autobiographie elle écrit : « Je suis en désaccord avec nos abolitionnistes qui, dans leur élévation d'esprit, affirment que la différence entre les Noirs et les Blancs ne serait qu'une question de couleur de peau ! », puis « Si la première guerre mondiale a prouvé quelque chose c'est bien de mettre en évidence les différences essentielles, profondes et durables qui séparent les races. ».
Susan S. Lanser, professeure de littérature anglaise et de littérature comparée , présidente du programme d'études sur les femmes et le genre à l'université Brandeis, note que si l'œuvre de Charlotte Perkins est une étape importante de la libération de la parole des femmes, il demeure que son féminisme est celui des femmes blanches américaines, de la classe moyenne, dotées d'un niveau d'éducation classique de fin d'études secondaires, voire plus. Son féminisme a probablement fait l'économie des problèmes des classes sociales, thèse reprise par Shelby Beard dans son mémoire universitaire Fractured Feminism: Racism, Classism, and Sexism in Herland (Féminisme fracturé : racisme, classicisme et sexisme in Herland),,.
D'après Denise D. Knight, Charlotte Perkins issue de la famille Beecher dont l'implantation sur le continent américain remonte à 1637,, aurait adhéré à l'idéologie du nativisme qui faisait des White Anglo-Saxon Protestant (WASP), se proclamant descendants des « Pilgrim fathers », le véritable peuple américain en opposition aux migrants catholiques issus de l’Irlande, de l'Espagne, de l'Italie ou aux minorités germaniques et asiatiques et bien évidemment aux personnes venues d'Afrique,. Nativisme qui s'est trouvé des justifications pseudo scientifiques avec le darwinisme social qui faisait des Européens la race la plus évoluée et la mieux adaptée,,.
Mais les positions de Charlotte Perkins ont varié avec l'âge et avec le temps modérera ses positions, voire s'en sépare ; ainsi elle s'oppose avec la plus grande vigueur aux idées d'eugénisme racial. Lors de la convention de la National American Woman Suffrage Association de 1903, elle est la seule voix à s'opposer à l'obligation de soumettre les Afro-Américains aux Literacy tests pour qu'ils puissent voter comme c'était souvent l'usage. Plus tard, elle sera influencée par le livre de Franz Boas The Mind of Primitive Man édité en 1911 qui réfute les thèses racistes en montrant que l'évolution des peuples ne dépend pas de facteurs génétiques mais de facteurs environnementaux, mais Charlotte Perkins s'interrogera toujours sur l’étrangeté des us et coutumes des peuples africains. En 1913, Charlotte Perkins écrit dans un article du Forerunner (magazine) « nous devrions avoir honte d'avoir berné les Indiens, opprimé les Africains, dépouillé les Mexicains ». Ce qui ne l'empêchera pas d'écrire en 1922, dans une lettre adressée à sa fille Katherine « je suis heureuse de quitter New-York pour me rendre à Norwich Town dans le Connecticut, d'être soulagée de cette cité hideuse et de ses Juifs ». Cette difficulté à se déprendre des préjugés racistes reçus lors de son enfance et son adolescence n'est-elle pas l'illustration de ce que pensait Charlotte Perkins sur le développement de la personne, en écrivant que ce que transmet l'éducation des parents durant les quinze premières années est décisif,?

### Vie privée
Mary Perkins, sa mère, s'avère assez peu affectueuse envers Charlotte et Thomas, et afin d'éviter qu'ils ne souffrent à nouveau comme lors de l'abandon par leur père, elle leur interdit de nouer des liens affectifs trop forts avec d'autres enfants, et de lire des romans. Dans son autobiographie, The Living of Charlotte Perkins Gilman : an Autobiography, Charlotte Perkins Gilman écrit que sa mère ne lui montrait de l´affection que lorsqu'elle la pensait endormie.

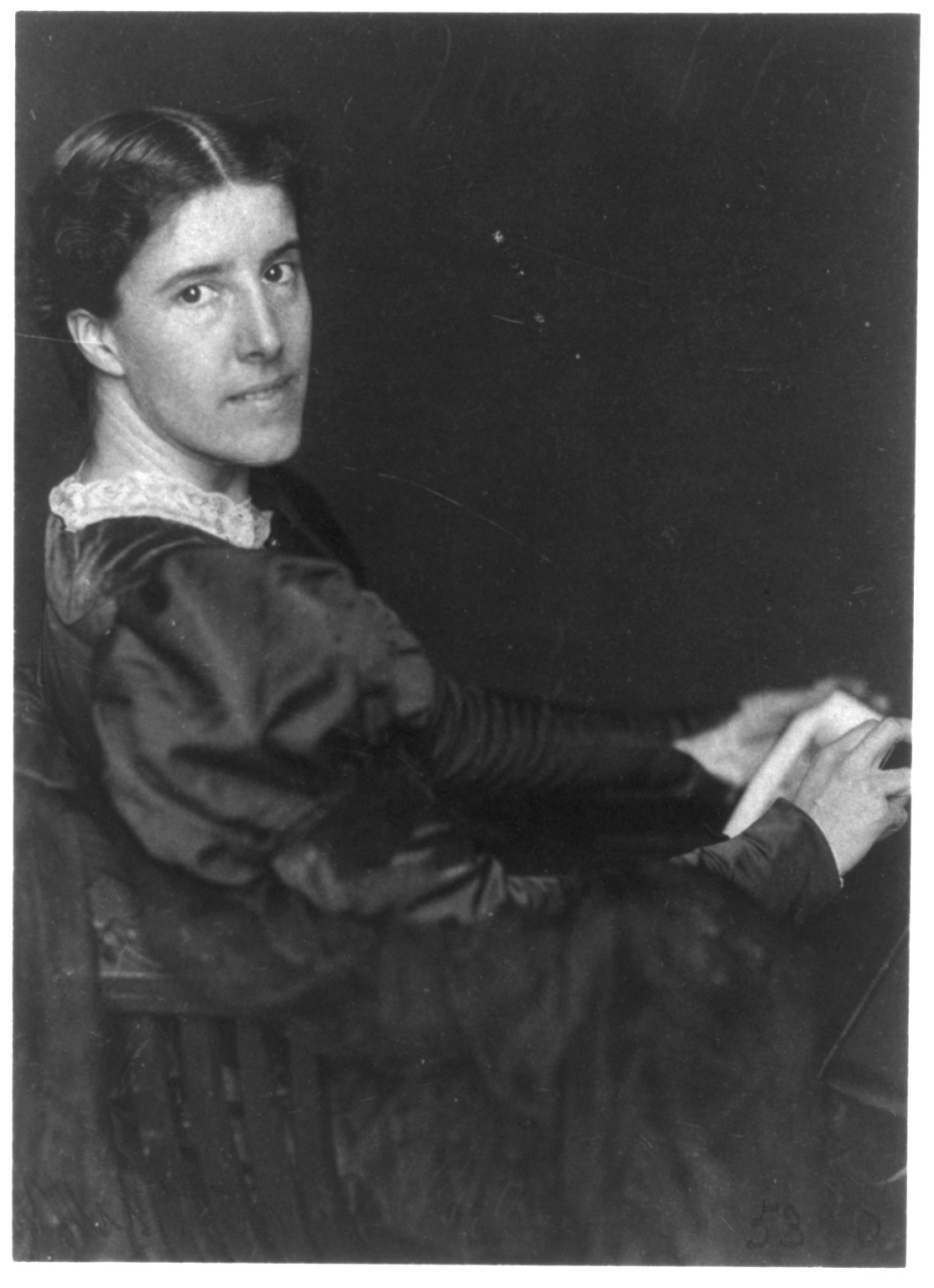
Photographie de Charlotte Perkins Gilman prise vers 1900.

En 1884, Charlotte Perkins Gilman épouse le peintre Charles Walter Stetson (en), de leur union naît un seul enfant : Katharine Beecher Stetson,. En 1888, le couple se sépare officiellement, leur divorce est prononcé en 1894.
En 1900 Charlotte Perkins Gilman épouse son cousin George Houghton Gilman, et vivent à New York jusqu'en 1922. En 1922, le couple quitte New York pour s'installer dans la propriété de G.H. Gilman à Norwich dans le Connecticut. Après le décès soudain de G.H. Gilman en 1934, à la suite d'une hémorragie cérébrale, Charlotte retourne vivre à Pasadena, en Californie, où habite sa fille.
En janvier 1932, un cancer du sein incurable est diagnostiqué chez Charlotte. Partisane de l'euthanasie, le 17 août 1935, Charlotte se suicide lors de la phase terminale de sa maladie par surdose de chloroforme. Dans son autobiographie, tout comme dans la lettre laissée lors de son suicide, elle écrit : « Le temps vient où notre civilisation considérera comme odieux le fait de laisser mourir des êtres humains au bout d'une longue agonie et que nous devrons faire preuve de compassion comme pour toute autre créature. Je crois que les services sociaux en viendront sagement à laisser le libre choix ; pour ma part, j'ai préféré le chloroforme au cancer. » Ainsi meurt-elle rapidement et paisiblement,.
Après ses funérailles, sa dépouille a été incinérée et ses cendres ont été remises à des membres de sa famille et à des amis.

## Archives
Les archives de Charlotte Perkins Gilman sont déposées et consultables à la Bibliothèque Schlesinger sur l'histoire des femmes en Amérique de l'Institut Radcliffe pour les études avancées de l'Université Harvard.

## Œuvres

### Essais
- (en-US) Women and Economics, Cosimo Classics, 1898, 180 p. (ISBN 9781602060340, lire en ligne),
- (en-US) The Man-Made World, Humanity Books, 1911, rééd. 1 octobre 2001, 204 p. (ISBN 9781573929592, lire en ligne),
- (en-US) His Religion and Hers: A Study of the Faith of Our Fathers and the Work of Our Mothers, Hyperion Press, 1923, rééd. 1976, 1 juin 1994, 320 p. (ISBN 9780883553770, lire en ligne),
- (en-US) Michael R. Hill (dir.), Charlotte Perkins Gilman : families, marriages, and children, Transaction Publishers, 28 novembre 2010, rééd. 10 février 2011, 144 p. (ISBN 9781412814850, lire en ligne),

### Romans
- (en-US) What Diantha Did, Duke University Press Books, 1909, rééd. 8 juin 2005, 200 p. (ISBN 9780822335191),
- (en-US) Moving the Mountain, BiblioLife, 1911, rééd. 6 mars 2009, 292 p. (ISBN 9781103522255),
- (en-US) The Crux, Duke University Press Books, 1911, rééd. 29 juillet 2003, 184 p. (ISBN 9780822331674),
- (en-US) Benigna Machiavelli, Bandanna Books, 1914, rééd. 28 avril 2013, 188 p. (ISBN 9780942208184, lire en ligne),
- (en-US) Herland, Digireads.com, 1915, rééd. 1 janvier 2008, 96 p. (ISBN 9781420930672, lire en ligne),
- (en-US) With Her in Ourland, Praeger Publishers, 1916, rééd. 30 juin 1997, 216 p. (ISBN 9780313276149, lire en ligne),
- (en-US) Unpunished, The Feminist Press at CUNY, 1920, rééd. 1 septembre 1998, 192 p. (ISBN 9781558611702, lire en ligne),
- (en-US) The Herland Trilogy: Moving the Mountain, Herland, with Her in Ourland, Wilder Publications, 1999, rééd. 10 novembre 2011, 352 p. (ISBN 9781617204463, lire en ligne),

### Nouvelles
Charlotte Perkins Gilman a publié 186 nouvelles dans des magazines, des journaux et dans sa propre revue, The Forerunner, nouvelles qui sont rééditées dans divers recueils :
- (en-US) The Yellow Wallpaper and Other Stories, Oxford University Press, USA, 1892, rééd. 19 novembre 1998, 388 p. (ISBN 9780192834805, lire en ligne),
- (en-US) The Yellow Wall-Paper (Le Papier peint jaune), Penguin, 1892, rééd. 26 février 2015, 64 p. (ISBN 9780141397412),
- (en-US) "The Yellow Wall Paper" and Selected Stories of Charlotte Perkins Gilman, University of Delaware Press, 1892, rééd. 1994, 240 p. (ISBN 9780874134797, lire en ligne),
- (en-US) The Yellow Wall-Paper, The Feminist Press at CUNY, 10 janvier 1892, rééd. 1 septembre 1996, 64 p. (ISBN 9781558611580),
- (en-US) The Charlotte Perkins Gilman Reader: The Yellow Wallpaper, and Other Fiction, Pantheon Books, 1980, 260 p. (ISBN 9780394739335, lire en ligne),
- (en-US) The Yellow Wallpaper and Other Stories, Ulverscroft, 1892, rééd. 1 janvier 2015, 356 p. (ISBN 9781444822533, lire en ligne),

### Autobiographie
- (en-US) The Living of Charlotte Perkins Gilman: An Autobiography, University of Wisconsin Press, 1935, rééd. 15 février 1991, 412 p. (ISBN 9780299127442, lire en ligne). ,

### Poésies
- (en-US) In This Our World, Boston, Small, Maynard & company, 1893, rééd. 1895 & 1898, 244 p. (lire en ligne),
- (en-US) Suffrage Songs and Verses, Dodo Press, 1893, rééd. 1995, 21 novembre 2008, 15 p. (ISBN 9781409951605, lire en ligne),

### Correspondances
- (en-US) A Journey from Within: The Love Letters of Charlotte Perkins Gilman, 1897-1900, Bucknell University Press, 1er juin 1995, 440 p. (ISBN 9780838752937, lire en ligne),

### Journal
- (en-US) Denise D. Knight (dir.), The Diaries of Charlotte Perkins Gilman, University of Virginia Press, 1er décembre 1994, 949 p. (ISBN 9780813915241, lire en ligne). ,

### Traductions francophones
- (fr) La Séquestrée [« The Yellow Wallpaper »] (trad. de l'anglais par Diane de Margerie), Phébus, 20 mars 2008, 112 p. (ISBN 9782752903372),
- (fr) Le Papier peint jaune (édition bilingue) [« Le Papier peint jaune »] (trad. de l'anglais par Alexandre Penigaut), L'Accolade Editions, 20 mars 2018, 92 p. (ISBN 9782378080310)
- (fr) Herland : Ou l'incroyable équipée de trois hommes piégés au royaume des femmes [« Herland »] (trad. de l'anglais par Yolaine Destremau, préf. Olivier Postel-Vinay), Points, 7 mars 2019, 224 p. (ISBN 9782757876664),
- (fr) Benigna machiavelli (trad. de l'anglais par Pascale Voilley), Viviane Hamy, 14 février 2004, 208 p. (ISBN 9782878582680),
- (fr) La Glycine géante : et autres nouvelles (trad. de l'anglais par Virginie Walbrou, ill. K, HubbubHum & Isabelle Pellouin), les Petites manies, 21 novembre 2019, 64 p. (ISBN 9782915264142),

## Hommages
- 1990 : la Charlotte Perkins Gilman Society est fondée par Elaine Edges et Shelley Fisher, puis son site web qui est destiné à la diffusion de la vie et de l'œuvre de Charlotte Perkins Gilman [9],[110],[111],
- 1994 : cérémonie d'admission au musée voué aux femmes américaines illustres le National Women's Hall of Fame[112],
- 1994 : cérémonie d'admission au musée du Temple de la renommée des femmes du Connecticut dans la catégorie « Écrivains et Journalistes »[113].

## Pour approfondir

#### Notices dans des encyclopédies et manuels de références
- (en-US) American National Biography, volume 9, Oxford University Press, USA, janvier 1990, 980 p. (ISBN 9780195127881, lire en ligne), p. 55-56,
- (en-US) Encyclopedia Of World Biography, volume 6, Gale Research, 1998, 547 p. (ISBN 9780787622213, lire en ligne), p. 323-325,
- (en-US) Women in World History: A Biographical Encyclopedia, volume 6, Yorkin Publications, 1990, rééd. 1 juillet 2002, 817 p. (ISBN 9780787640767, lire en ligne), p. 228-233,
- (en-GB) Janet Beer, Kate Chopin, Edith Wharton and Charlotte Perkins Gilman : Studies in Short Fiction, Basingstoke, Hampshire, Royaume-Uni, Palgrave Macmillan (réimpr. 1998, 2002, 2005) (1re éd. 1997), 244 p. (ISBN 9781349260157, OCLC 1001342856, lire en ligne),
- (en-US) International Encyclopedia of Women's Suffrage, ABC-CLIO, 1er décembre 2000, 393 p. (ISBN 9781576070642, lire en ligne), p. 116,
- (en-US) Jay Parini (dir.), The Oxford Encyclopedia of American Literature, Volume 2: William Faulkner - Mina Loy, Oxford University Press USA, 29 janvier 2004, 533 p. (ISBN 9780195167252, lire en ligne), p. 107-109. ,
- (en-US) Jessica Bomarito (dir.), Feminism in Literature: A Gale Critical Companion, volume 5, Gale Cengage, 2005, 633 p. (ISBN 9781414405209, lire en ligne), p. 485-527. ,

#### Essais
- (en-US) Mary A. Hill, Charlotte Perkins Gilman : The Making of a Radical Feminist, 1860-1896, Philadelphie (Pennsylvanie), Temple University Press, 1er mars 1980, 367 p. (ISBN 9780877221609, lire en ligne).
- (en-US) Gary Scharnhorst, Charlotte Perkins Gilman, New York, Twayne Publishers, 1985, 168 p. (ISBN 9780805774351, lire en ligne). ,
- (en-US) Polly Wynn Allen, Building Domestic Liberty: Charlotte Perkins Gilman's Architectural Feminism, University of Massachusetts Press, 29 septembre 1988, 212 p. (ISBN 9780870236280, lire en ligne). ,
- (en-US) Sheryl L. Meyering, Charlotte Perkins Gilman : The Woman and Her Work, University of Rochester Press, 1989, rééd. 1 novembre 2010, 232 p. (ISBN 9781580463898, lire en ligne),
- (en-US) Carol Farley Kessler, Charlotte Perkins Gilman : Her Progress Toward Utopia, with Selected Writings, New York, Syracuse University Press, coll. « Utopianism and Communitarianism » (réimpr. 1995) (1re éd. 1991), 316 p. (ISBN 9780853234999, OCLC 622222739, lire en ligne), p. 22.
- (en-US) Ann J. Lane, To Herland and Beyond: The Life and Work of Charlotte Perkins Gilman, Meridian, 28 novembre 1991, 436 p. (ISBN 9780452010802, lire en ligne). ,
- (en-US) Joanne B. Karpinsky, Critical Essays on Charlotte Perkins Gilman, New York et Toronto, MacMillan Publishing Company, coll. « Critical Essays on American Literature », 1992, 298 p. (ISBN 9780816173150, OCLC 645828575, lire en ligne),
- (en-US) Farley Kessler, Carol, Charlotte Perkins Gilman : her progress toward utopia with selected writings, New York, Syracuse University Press, 15 janvier 1995, 332 p. (ISBN 9780815603047, lire en ligne)
- (en-GB) Rudd, Jill ; Gough, Val, A very different story : studies on the fiction of Charlotte Perkins Gilman, Liverpool GB, Liverpool University Press, 1998, 188 p. (ISBN 0-85323-591-0, lire en ligne)
- (en-US) Rudd, Jill ; Gough, Val, Charlotte Perkins Gilman : Optimist Reformer, University of Iowa Press, 1999 (ISBN 0-87745-696-8, lire en ligne)
- (en-US) Catherine J. Golden & (dir.) et Joanna Schneider Zangrando (dir.), The Mixed Legacy of Charlotte Perkins Gilman, Newark, New Jersey et Londres, University of Delaware Press/Associated University Presses, 2000, 248 p. (ISBN 9780874136883, OCLC 606298115, lire en ligne),
- (en-US) Cynthia J. Davis & Denise D. Knight (dir.), Charlotte Perkins Gilman and Her Contemporaries, University Alabama Press, 16 avril 2004, 280 p. (ISBN 9780817313869, lire en ligne),
- (en-US) Allen, Judith A., The Feminism of Charlotte Perkins Gilman : Sexualities, Histories, Progressivism, The University of Chicago Press, 2009, 467 p. (ISBN 978-0-226-01463-0, lire en ligne)
- (en-US) Davis, Cynthia, Charlotte Perkins Gilman : A Biography, Stanford University Press, 2010, 568 p. (ISBN 978-0-8047-3888-0, lire en ligne),
- (en-US) Helen Lefkowitz Horowitz, Wild Unrest: Charlotte Perkins Gilman and the Making of "The Yellow Wall-Paper", Oxford University Press, USA, 15 octobre 2010, 280 p. (ISBN 9780199739806, lire en ligne),

#### Articles anglophones

##### Années 1950-1989
- Carl N. Degler, « Charlotte Perkins Gilman on the Theory and Practice of Feminism », American Quarterly, vol. 8, no 1,‎ printemps 1956, p. 21-39 (19 pages) (lire en ligne ),
- Beate Schöpp-Schilling, « "The Yellow Wallpaper": A Rediscovered "Realistic" Story », American Literary Realism, 1870-1910, vol. 8, no 3,‎ été 1975, p. 284-286 (3 pages) (lire en ligne ),
- Loralee MacPike, « Environment as Psychopathological Symbolism in "The Yellow Wallpaper" », American Literary Realism, 1870-1910, vol. 8, no 3,‎ été 1975, p. 286-288 (3 pages) (lire en ligne ),
- Mary A. Hill, « Charlotte Perkins Gilman: A Feminist's Struggle with Womanhood », The Massachusetts Review, vol. 21, no 3,‎ 1980, p. 503-526 (24 pages) (lire en ligne ),
- Paula A. Treichler, « Escaping the Sentence: Diagnosis and Discourse in "The Yellow Wallpaper" », Tulsa Studies in Women's Literature, vol. 3, nos 1/2,‎ printemps-automne 1984, p. 61-77 (17 pages) (lire en ligne)

- Gary Scharnhorst, « Making Her Fame: Charlotte Perkins Gilman in California », California History, vol. 64, no 3,‎ été 1985, p. 192-201 (10 pages) (lire en ligne ),
- Karen Ford, « "The Yellow Wallpaper" and Women's Discourse », Tulsa Studies in Women's Literature, vol. 4, no 2,‎ automne 1985, p. 309-314 (6 pages) (lire en ligne ).
- Conrad Shumaker, « "Too Terribly Good to Be Printed": Charlotte Gilman's "The Yellow Wallpaper" », American Literature, vol. 57, no 4,‎ décembre 1985, p. 588-599 (12 pages) (lire en ligne ),
- Joyce Kinkead, « Recommended: Charlotte Perkins Gilman », The English Journal, vol. 75, no 1,‎ janvier 1986, p. 75-76 (2 pages) (lire en ligne ),
- Gloria A. Bemonte, « "... there is a story, if we could only find it": CHarlotte Perkins Gilman's "The Giant Wistaria" », Legacy, vol. 5, no 2,‎ 1988, p. 33-38 (6 pages) (lire en ligne ).
- Margaret G. O'Donnell, « Charlotte Perkins Gilman's Economic Interpretation of the Role of Women at the Turn of the Century », Social Science Quarterly, vol. 69, no 1,‎ 1er mars 1988, p. 177-192 (16 pages) (lire en ligne ),
- Eugenia C. Delamotte, « Male and Female Mysteries in "The Yellow Wallpaper" », Legacy, vol. 5, no 1,‎ printemps 1988, p. 3-14 (12 pages) (lire en ligne ),
- Diane Price Herndl, « The Writing Cure: Charlotte Perkins Gilman, Anna O., and "Hysterical" Writing », NWSA Journal, vol. 1, no 1,‎ automne 1988, p. 52-74 (23 pages) (lire en ligne ),
- Maureen L. Egan, « Evolutionary Theory in the Social Philosophy of Charlotte Perkins Gilman », Hypatia, vol. 4, no 1,‎ printemps 1989, p. 102-119 (18 pages) (lire en ligne ),
- Patricia Vertinsky, « Feminist Charlotte Perkins Gilman's Pursuit of Health and Physical Fitness as a Strategy for Emancipation », Journal of Sport History, vol. 16, no 1,‎ printemps 1989, p. 5-26 (22 pages) (lire en ligne ),
- Susan S. Lanser, « Feminist Criticism, "The Yellow Wallpaper," and the Politics of Color in America », Feminist Studies, vol. 15, no 3,‎ automne 1989, p. 415-441 (27 pages) (lire en ligne ),

##### Années 1990-1999
- Elizabeth Boa, « Creepy-crawlies: Gilman's "The Yellow Wallpaper" and Kafka's "The Metamorphosis" », Paragraph, vol. 13, no 1,‎ mars 1990, p. 19-29 (11 pages) (lire en ligne ),
- Kathleen Margaret Lant, « The Rape of the Text: Charlotte Gilman's Violation of Herland », Tulsa Studies in Women's Literature, vol. 9, no 2,‎ automne 1990, p. 291-308 (18 pages) (lire en ligne ),
- Lillian S. Robinson, « Killing Patriarchy: Charlotte Perkins Gilman, the Murder Mystery, and Post-Feminist Propaganda », Tulsa Studies in Women's Literature, vol. 10, no 2,‎ automne 1991, p. 273-285 (13 pages) (lire en ligne ),
- Naomi B. Zauderer, « Charlotte Perkins Gilman's Moving the Mountain: A Response to Looking Backward », Utopian Studies, vol. 3, no 1,‎ 1992, p. 53-69 (17 pages) (lire en ligne ),
- Kim Johnson-Bogart, « The Utopian Imagination of Charlotte Perkins Gilman: Reconstruction of Meaning in "Herland" », Pacific Coast Philology, vol. 27, nos 1/2,‎ septembre 1992, p. 85-92 (8 pages) (lire en ligne ),
- Jane S. Upin, « Charlotte Perkins Gilman: Instrumentalism beyond Dewey », Hypatia,, vol. 8, no 2,‎ printemps 1993, p. 38-63 (26 pages) (lire en ligne ),
- Margaret G. O'Donnell, « Early Analysis of the Economics of Family Structure: Charlotte Perkins Gilman's "Women And Economics" », Review of Social Economy, vol. 52, no 2,‎ été 1994, p. 86-95 (10 pages) (lire en ligne ),
- Jeanne M. Connell, « Revisiting the Concept of Community: An Examination of Charlotte Perkins Gilman's Utopian Vision », Peabody Journal of Education, vol. 70, no 4,‎ été 1995, p. 19-33 (15 pages) (lire en ligne ),
- Jonathan Crewe, « Queering The Yellow Wallpaper? Charlotte Perkins Gilman and the Politics of Form », Tulsa Studies in Women's Literature, vol. 14, no 2,‎ automne 1995, p. 273-293 (21 pages) (lire en ligne )
- Falguni A. Sheth et Robert E. Prasch, « Charlotte Perkins Gilman: Reassessing Her Significance for Feminism and Social Economics », Review of Social Economy, vol. 54, no 3,‎ 1996, p. 323-335 (13 pages) (lire en ligne ),
- Margaret G. O'Donnell, « A Reply to "Charlotte Perkins Gilman: Reassessing Her Significance for Feminism and Social Economics" », Review of Social Economy, vol. 54, no 3,‎ 1996, p. 337-340 (4 pages) (lire en ligne ),
- Julie Bates Dock, Daphne Ryan Allen, Jennifer Palais et Kristen Tracy, « "But One Expects That": Charlotte Perkins Gilman's "The Yellow Wallpaper" and the Shifting Light of Scholarship », PMLA, vol. 111, no 1,‎ janvier 1996, p. 52-65 (14 pages) (lire en ligne ),
- Catherine Golden, Elaine Hedges et Julie Bates Dock, « Charlotte Perkins Gilman », PMLA, vol. 111, no 3,‎ mai 1996, p. 467-468 (2 pages) (lire en ligne ),
- Lee Schweninger, « Reading the Garden in Gilman's "The Yellow Wallpaper" », Interdisciplinary Studies in Literature and Environment, vol. 2, no 2,‎ hiver 1996, p. 25-44 (20 pages) (lire en ligne ),
- Robert Thornton Grimm, Jr., « Forerunners for a Domestic Revolution: Jane Addams, Charlotte Perkins Gilman, and the Ideology of Childhood, 1900-1916 », Illinois Historical Journal, vol. 90, no 1,‎ printemps 1997, p. 47-64 (18 pages) (lire en ligne ),
- (en-US) Jennifer Semple Siegel, « Charlotte Perkins (Stetson) Gilman's "The Yellow Wallpaper": Fiction "with a Purpose" and the Need to Know the Real Story », CEA Critic, vol. 59, no 1,‎ printemps-été 1997, p. 44-57 (14 pages) (lire en ligne),
- Margaret Lewis et David Sebberson, « The Rhetoricality of Economic Theory: Charlotte Perkins Gilman and Thorstein Veblen », Journal of Economic Issues, vol. 31, no 2,‎ juin 1997, p. 417-424 (8 pages) (lire en ligne ),
- Ann Oakley, « Beyond The Yellow Wallpaper », Reproductive Health Matters, vol. 5, no 10,‎ novembre 1997, p. 29-39 (11 pages) (lire en ligne ),
- Brian Lloyd, « Feminism, Utopian and Scientific: Charlotte Perkins Gilman and the Prison of the Familiar », American Studies,, vol. 39, no 1,‎ printemps 1998, p. 93-113 (21 pages) (lire en ligne ),
- Bernice L. Hausman, « Sex before Gender: Charlotte Perkins Gilman and the Evolutionary Paradigm of Utopia », Feminist Studies, vol. 24, no 3,‎ automne 1998, p. 488-510 (23 pages) (lire en ligne ),
- Ellen Gruber Garvey et Susan Brown Robbins, « Making Hay of the Yellow Wallpaper: "The Boveopathic Sanatorium" Proposes A New Remedy for Neurasthenia », Studies in American Humor, New Series, vol. 3, no 6,‎ 1999, p. 49-59 (11 pages) (lire en ligne ),
- Janet Beer et Katherine Joslin, « Diseases of the Body Politic: White Slavery in Jane Addams' "A New Conscience and an Ancient Evil" and Selected Short Stories by Charlotte Perkins Gilman », Journal of American Studies, vol. 33, no 1,‎ avril 1999, p. 1-18 (18 pages) (lire en ligne ),

##### Années 2000-2009
- Denise D. Knight, « Charlotte Perkins Gilman and the Shadow of Racism », American Literary Realism, vol. 32, no 2,‎ hiver 2000, p. 159-169 (11 pages) (lire en ligne ).
- Robert W. Dimand, « Nineteenth-Century American Feminist Economics: From Caroline Dall to Charlotte Perkins Gilman », The American Economic Review, vol. 90, no 2,‎ mai 2000, p. 480-484 (5 pages) (lire en ligne ),
- Charlene Haddock Seigfried, « Can a "Man-Hating" Feminist Also Be a Pragmatist?: On Charlotte Perkins Gilman », The Journal of Speculative Philosophy, New Series, vol. 15, no 2,‎ 2001, p. 74-85 (12 pages) (lire en ligne ),
- Alys Eve Weinbaum, « Writing Feminist Genealogy: Charlotte Perkins Gilman, Racial Nationalism, and the Reproduction of Maternalist Feminism », Feminist Studies, vol. 27, no 2,‎ été 2001, p. 271-302 (32 pages) (lire en ligne ),
- Cynthia J. Davis, « Concerning Children: Charlotte Perkins Gilman, Mothering, and Biography », Victorian Review, vol. 27, no 1,‎ hiver 2001, p. 102-115 (14 pages) (lire en ligne ),
- Betsy Klimasmith, « The "Hotel Spirit": Modernity and the Urban Home in Edith Wharton's "The Custom of the Country" and Charlotte Perkins Gilman's Short Fiction », Edith Wharton Review, vol. 18, no 2,‎ 2002, p. 25-35 (11 pages) (lire en ligne ),
- Jane F. Thrailkill, « Doctoring "The Yellow Wallpaper" », ELH, vol. 69, no 2,‎ été 2002, p. 525-566 (42 pages) (lire en ligne ). ,
- Dana Seitler, « Unnatural Selection: Mothers, Eugenic Feminism, and Charlotte Perkins Gilman's Regeneration Narratives », American Quarterly, vol. 55, no 1,‎ mars 2003, p. 61-88 (28 pages) (lire en ligne ),
- Malina Mamigonian, « "Knowing good and evil": Charlotte Perkins Gilman's religion of "sound sociology" », Interdisciplinary Literary Studies, vol. 4, no 2,‎ printemps 2003, p. 56-83 (28 pages) (lire en ligne ),
- Beth Brunk-Chavez, « If These Walls Could Talk: Female Agency and Structural Inhabitants in Charlotte Perkins Gilman's "The Yellow Wallpaper" and the Paintings of Remedios Varo », Studies in Popular Culture, vol. 26, no 2,‎ octobre 2003, p. 71-87 (17 pages) (lire en ligne ),
- Sari Edelstein, « Charlotte Perkins Gilman and the Yellow Newspaper », Legacy, vol. 44, no 1,‎ 2007, p. 72-92 (21 pages) (lire en ligne ),
- Malina Mamigonian, « Review of Charlotte Perkins Gilman, "The Yellow Wall-Paper": A Dual-Text Critical Edition. Editied by Shawn St. Jean », Nineteenth-Century Literature, vol. 61, no 4,‎ mars 2007, p. 539-543 (5 pages) (lire en ligne ),
- Denise D. Knight, « New Evidence about the Origins of Gilman's "The Giant Wistaria" », American Literary Realism, Vol. 40, No. 2,‎ hiver 2008, p. 173-179 (7 pages) (lire en ligne). ,
- Katherine Fusco, « Systems, not Men: Producing People on Charlotte Perkins Gilman's "Herland" », Studies in the Novel, vol. 41, no 4,‎ hiver 2009, p. 418-434 (17 pages) (lire en ligne ),

##### Années 2010-2019
- Kristen R. Egan, « Conservation and Cleanliness: Racial and Environmental Purity in Ellen Richards and Charlotte Perkins Gilman », Women's Studies Quarterly, vol. 39, nos 3/4,‎ hiver 2011, p. 77-92 (16 pages) (lire en ligne ),
- J. Samaine Lockwood, « Charlotte Perkins Gilman's Colonial Revival », Legacy, vol. 29, no 1,‎ 2012, p. 86-114 (29 pages) (lire en ligne ),
- Asha Nadkarni, « Reproducing Feminism in "Jasmine" and "The Yellow Wallpaper" », Feminist Studies, vol. 38, no 1,‎ printemps 2012, p. 218-244 (27 pages) (lire en ligne ),
- Jennifer S. Tuttle, « "New England Innocent" in the Land of Sunshine: Charlotte Perkins Gilman and California », Western American Literature, vol. 48, no 3,‎ 2013, p. 284-311 (28 pages) (lire en ligne ),
- Craig Carey, « Reading “Connectedly”: Charlotte Perkins Gilman, the Index, and Her Librarian-Father », American Literary Realism, vol. 45, no 3,‎ printemps 2013, p. 210-228 (19 pages) (lire en ligne ),
- Peter Betjemann, « Eavesdropping with Charlotte Perkins Gilman: Fiction, Transcription, and the Ethics of Interior Design », American Literary Realism, vol. 46, no 2,‎ hiver 2014, p. 95-115 (21 pages) (lire en ligne ),
- Beth Sutton-Ramspeck, « New Textual Discoveries and Recovered Passages in Charlotte Perkins Gilman's "Herland" », Tulsa Studies in Women's Literature, vol. 34, no 2,‎ 2015, p. 403-410 (8 pages) (lire en ligne ),
- Lawrence J. Oliver, « W. E. B. Du Bois, Charlotte Perkins Gilman, and “A Suggestion on the Negro Problem” », American Literary Realism, vol. 48, no 1,‎ 2015, p. 25-39 (15 pages) (lire en ligne ),
- Carole L. Hamilton, « The Collegial Classroom: Teaching Threshold Concepts through Charlotte Perkins Gilman's "The Yellow Wallpaper" », CEA Critic, vol. 77, no 2,‎ juillet 2015, p. 211-222 (12 pages) (lire en ligne ),
- Paul Formisano, « "It had all become a natural condition": California's Garden Movement, Land Eugenics, and Naturalization in Charlotte Perkins Gilman's "Herland" », Western American Literature, vol. 51, no 1,‎ printemps 2016, p. 71-100 (30 pages) (lire en ligne ),
- Cameron Awkward-Rich, « The Fiction of Ethnography in Charlotte Perkins Gilman's Herland », Science Fiction Studies, vol. 43, no 2,‎ juillet 2016, p. 331-350 (20 pages) (lire en ligne ),
- Andrew G. Christensen, « Charlotte Perkins Gilman's Herland and the Tradition of the Scientific Utopia », Utopian Studies, vol. 28, no 2,‎ 2017, p. 286-304 (19 pages) (lire en ligne ),
- Katherine A. Fama, « Domestic Data and Feminist Momentum: The Narrative Accounting of Helen Stuart Campbell and Charlotte Perkins Gilman », Studies in American Naturalism, vol. 12, no 1,‎ été 2017, p. 105-126 (22 pages) (lire en ligne ),
- Eric E. Solomon, « "The Vintage" Faulkner: Imagining Futurity in the Degenerate South of Charlotte Perkins Gilman », The Mississippi Quarterly, vol. 70/71,‎ 2017/2018, p. 295-318 (24 pages) (lire en ligne ),
- Stephanie Peebles Tavera, « Her Body, Herland: Reproductive Health and Dis/topian Satire in Charlotte Perkins Gilman », Utopian Studies, vol. 29, no 1,‎ 2018, p. 1-20 (20 pages) (lire en ligne ),
- Andrew James Paravantes, « The Awakenings of Charlotte Perkins Gilman », Utopian Studies, vol. 30, no 3,‎ 2019, p. 505-530 (26 pages) (lire en ligne ),

##### Années 2020-
- Christopher Roethle, « A Healthy Play of Mind: Art and the Brain in Gilman's “The Yellow Wallpaper” », American Literary Realism, vol. 52, no 2,‎ hiver 2020, p. 147-166 (20 pages) (lire en ligne ),

#### Article francophone
- Durieux Catherine, « Charlotte Perkins Gilman, utopiste féministe radicale? », Cerles, no 7,‎ 2003, pp. 45–58 (lire en ligne),